# Lijst van personen overleden in 1971
Dit is een lijst van personen die zijn overleden in 1971.

## Januari

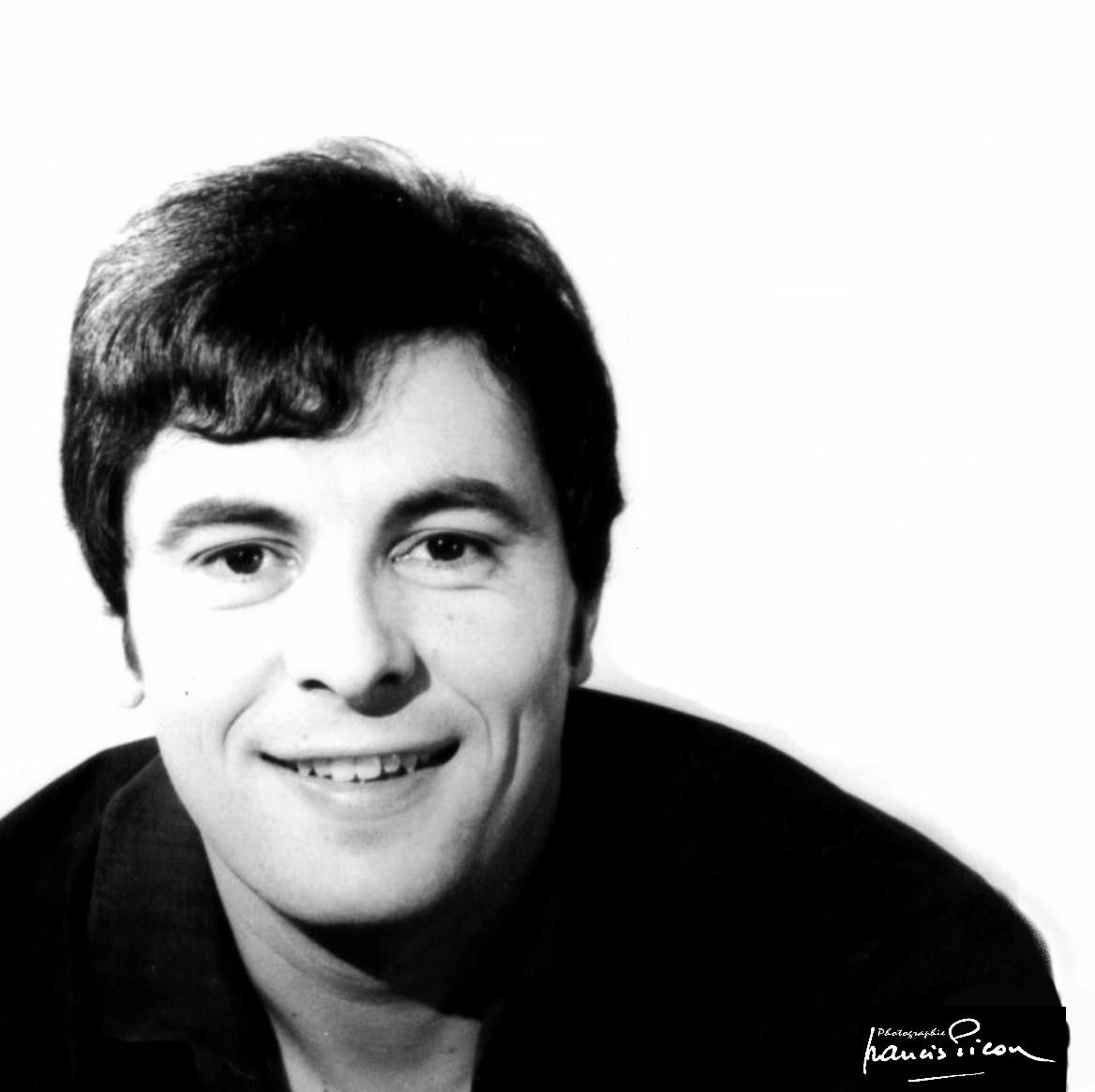
Jean-Paul Mauric
5 januari

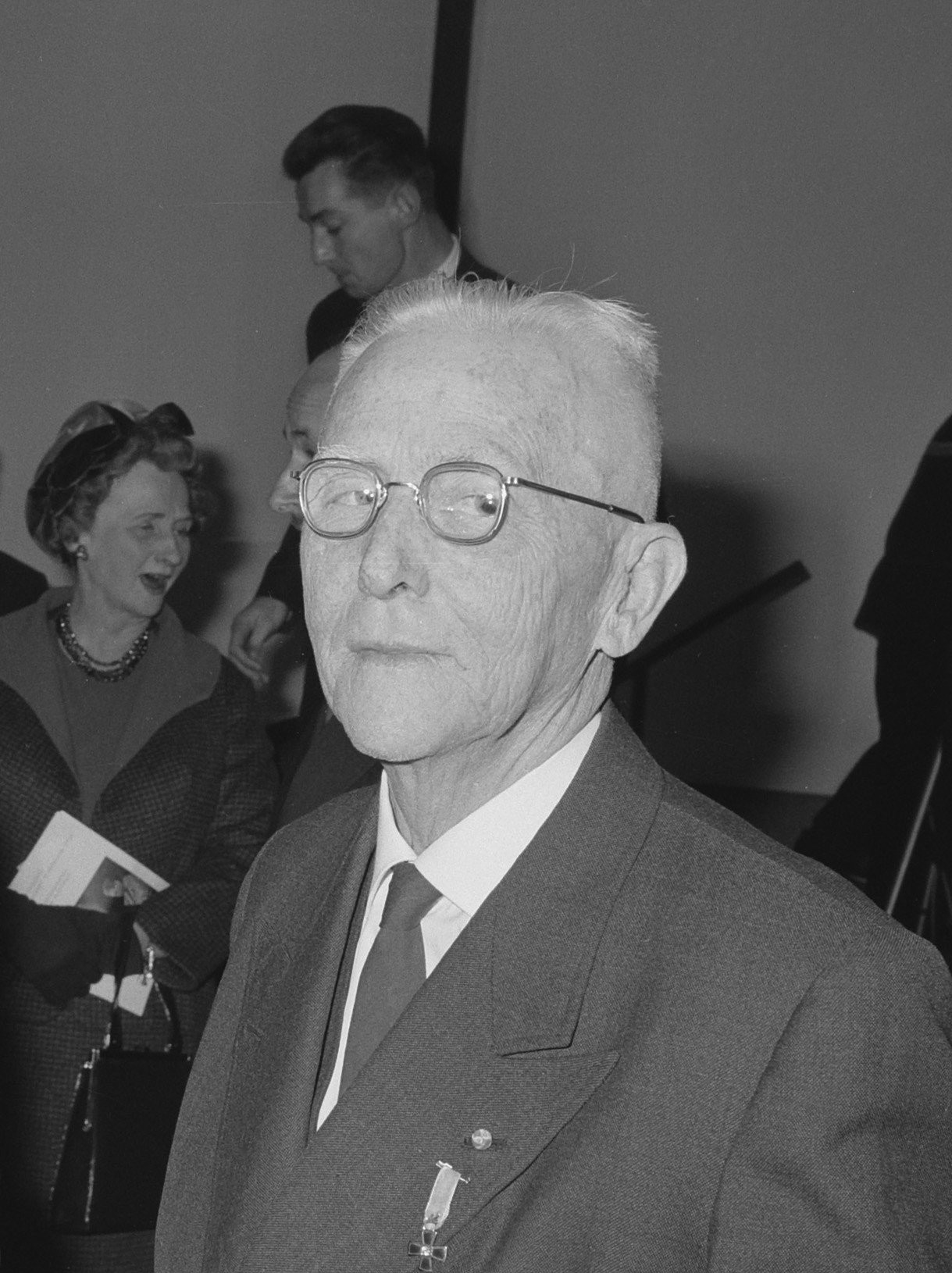
Willem Banning
7 januari

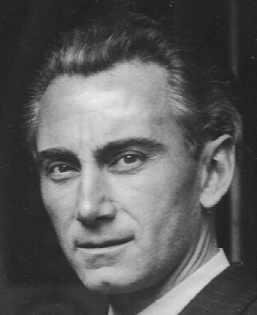
Henri Tomasi
13 januari

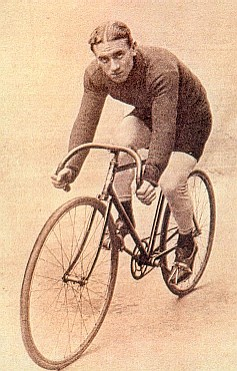
Philippe Thys
16 januari

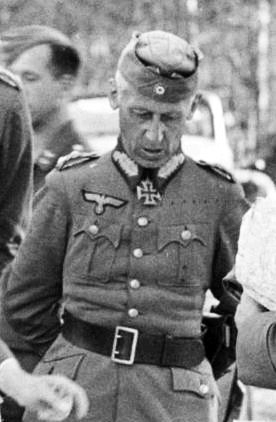
Hermann Hoth
25 januari

| 1 | 2 | 3 | 4 | 5 | 6 | 7 | 8 | 9 | 10 | 11 | 12 | 13 | 14 | 15 | 16 | 17 | 18 | 19 | 20 | 21 | 22 | 23 | 24 | 25 | 26 | 27 | 28 | 29 | 30 | 31 |
| - | - | - | - | - | - | - | - | - | -- | -- | -- | -- | -- | -- | -- | -- | -- | -- | -- | -- | -- | -- | -- | -- | -- | -- | -- | -- | -- | -- |

### 2 januari
- Elisabeth Francisca Nieuwenhuis (88), Nederlands kunstschilder
- Leo Schalckens (68), Belgisch politicus

### 3 januari
- Karl Grobbel (74), Oost-Duits politicus
- Max Prinsen (71), Nederlands politicus

### 4 januari
- Conrado Benitez (81), Filipijns schrijver en journalist
- Arthur Faingnaert (88), Belgisch activist

### 5 januari
- Jean-Paul Mauric (37), Frans zanger

### 7 januari
- Willem Banning (82), Nederlands predikant, theoloog en politiek bestuurder
- Edmond Bellefroid (77), Nederlands kunstenaar en ontwerper

### 10 januari
- Christine Boumeester (66), Nederlands kunstenaar
- Ernie Caceres (59), Amerikaans jazzmuzikant
- Coco Chanel (87), Frans modeontwerpster
- Ignazio Giunti (29), Italiaans autocoureur

### 13 januari
- Willie Lewis (65), Amerikaans jazzmuzikant en bandleider
- Henri Tomasi (69), Frans componist

### 16 januari
- Max Suhrbier (68), Oost-Duits politicus
- Philippe Thys (81), Belgisch wielrenner

### 18 januari
- Nora Stanton Blatch Barney (87), Amerikaans architect
- Jacques van Bijlevelt (85), Nederlands acteur en operazanger

### 19 januari
- Kees van Lienden (73), Nederlands politicus

### 20 januari
- Antonio Bacci (85), Italiaans kardinaal
- Jan Arnoldus Schouten (87), Nederlands wiskundige

### 21 januari
- Teun Sprong (81), Nederlands atleet

### 24 januari
- Bill W. (= Bill Wilson) (75), Amerikaans activist; medestichter van de Anonieme Alcoholisten (AA)

### 25 januari
- Hermann Hoth (85), Duits militair

### 27 januari
- Jacobo Arbenz Guzmán (57), president van Guatemala
- Adelheid van Schaumburg-Lippe (95), Duits prinses
- Peerke Willekens (89), Nederlands jezuïet en bisschop in Indonesië
- Milovan Zoričić (86), Kroatisch rechter

### 28 januari
- Julius De Pauw (74), Belgisch politicus

### 29 januari
- Georges van Parys (68), Frans filmmuziekcomponist

## Februari

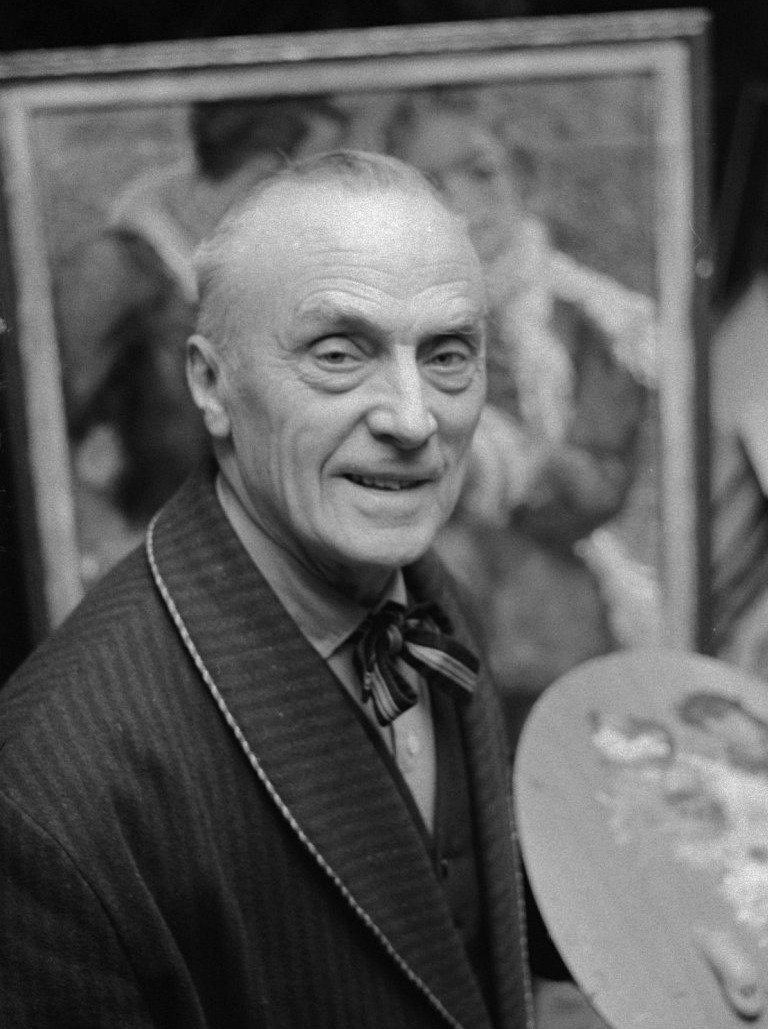
Gerard Westermann
2 februari

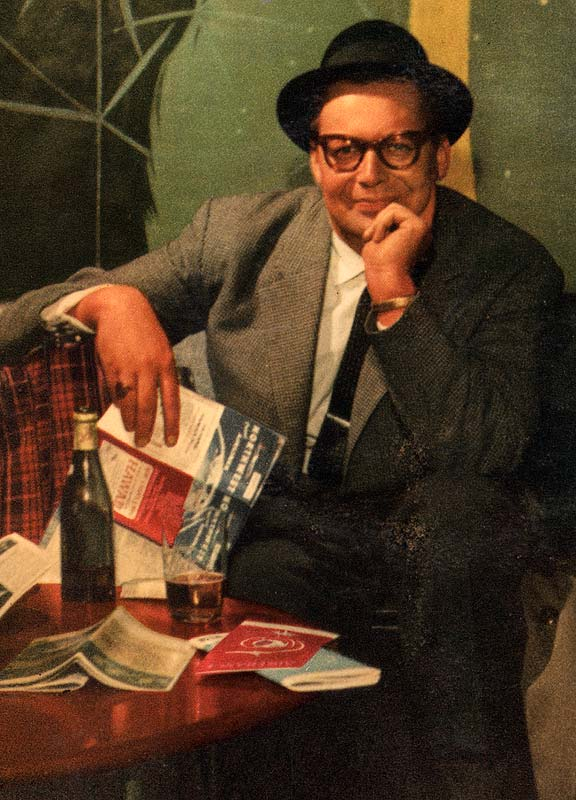
Harry Arnold
11 februari

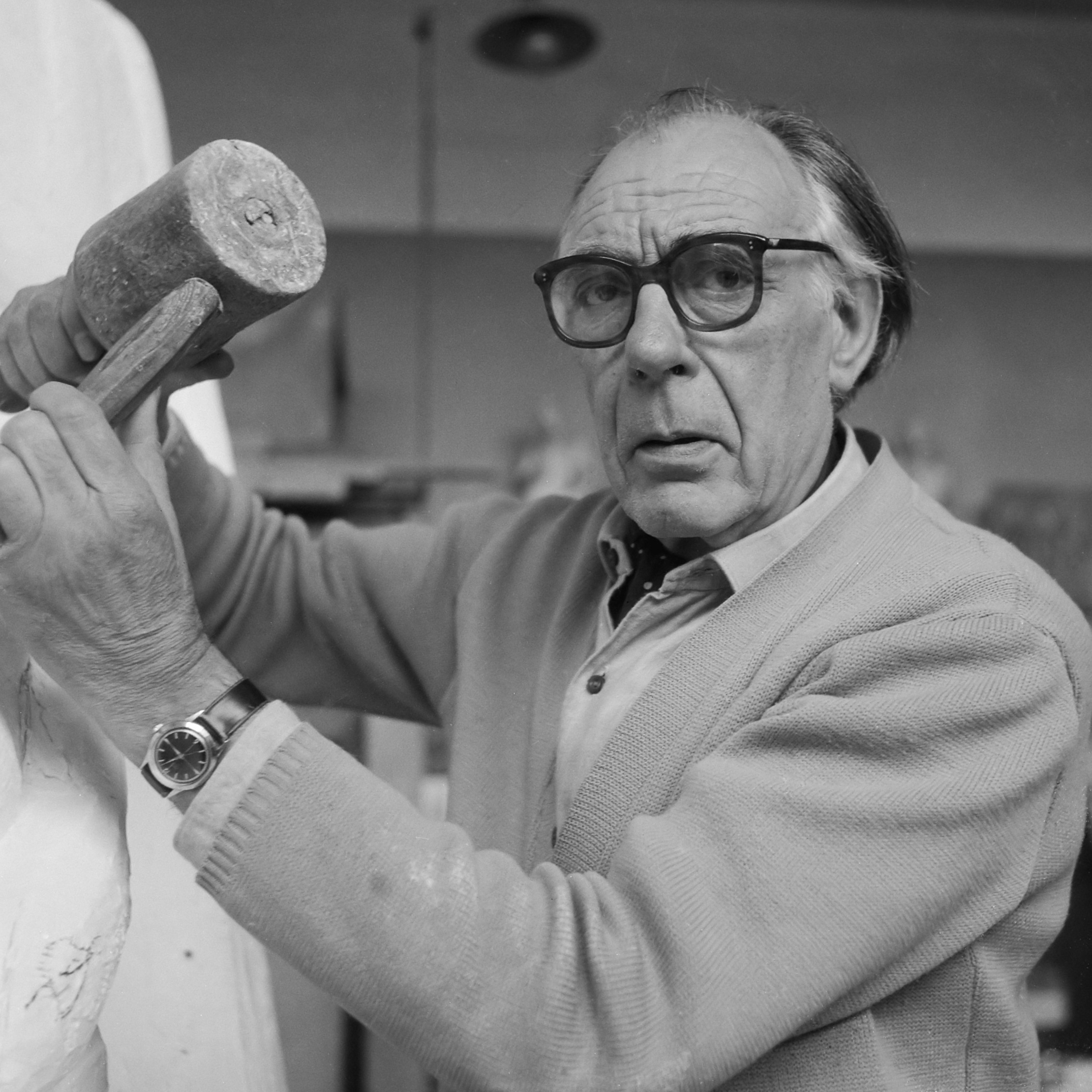
Johan Polet
11 februari

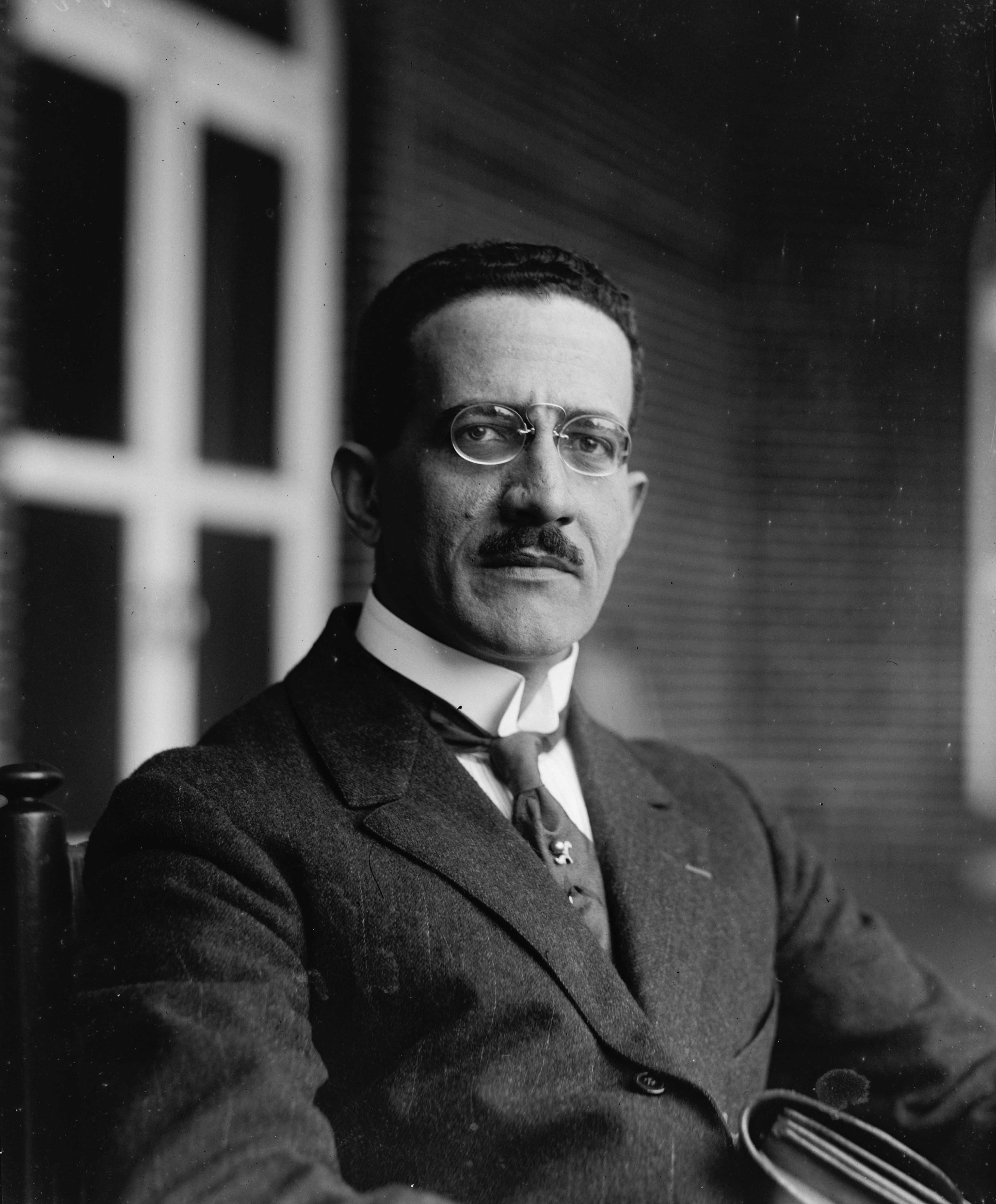
Ricardo Alfaro
20 februari

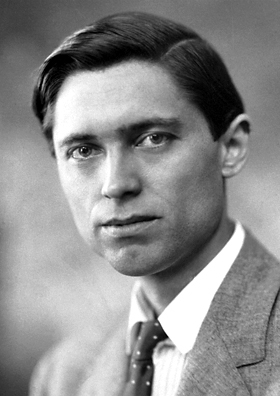
Theodor Svedberg
25 februari

| 1 | 2 | 3 | 4 | 5 | 6 | 7 | 8 | 9 | 10 | 11 | 12 | 13 | 14 | 15 | 16 | 17 | 18 | 19 | 20 | 21 | 22 | 23 | 24 | 25 | 26 | 27 | 28 |
| - | - | - | - | - | - | - | - | - | -- | -- | -- | -- | -- | -- | -- | -- | -- | -- | -- | -- | -- | -- | -- | -- | -- | -- | -- |

### 1 februari
- Raoul Hausmann (84), Oostenrijks-Duits fotograaf en kunstschilder

### 2 februari
- Bona Margaretha van Savoye (74), Italiaans prinses
- Gerard Westermann (90), Nederlands kunstenaar

### 5 februari
- Paul Fildes (88), Brits microbioloog
- Mátyás Rákosi (78), premier van Hongarije
- Charles Remue (67), Belgisch jazzmusicus

### 6 februari
- Adda Gleason (82), Amerikaans actrice

### 7 februari
- Emy Roeder (81), Duits beeldhouwer en tekenaar

### 9 februari
- Joseph Hanquet (85), Belgisch politicus

### 10 februari
- Larry Burrows (44), Brits persfotograaf
- Henri Huet (43), Frans-Vietnamees persfotograaf

### 11 februari
- Harry Arnold (50), Zweeds jazzmusicus
- Johan Polet (76), Nederlands beeldhouwer

### 13 februari
- Emil Fuchs (96), Duits theoloog

### 14 februari
- Johan de Widt (62), Nederlands burgemeester

### 15 februari
- François Gardier (67), Belgisch wielrenner
- Freddy Terwagne (45), Belgisch politicus
- Frans Theelen (85), Belgisch politicus

### 16 februari
- Frederik Engel Jeltsema (91), Nederlands kunstenaar
- Fritz Kolbe (70), Duits diplomaat en spion

### 17 februari
- Charles Meunier (67), Belgisch wielrenner

### 18 februari
- Fritz Schori (83), Zwitsers componist

### 20 februari
- Ricardo Alfaro (88), Panamees politicus
- Joseph van der Elst (74), Belgisch kunstverzamelaar
- William Lava (59), Amerikaans componist en arrangeur

### 22 februari
- Rudolf Mauersberger (82), Duits componist en cantor

### 23 februari
- Walter Thürmer (75), Oost-Duits politicus

### 24 februari
- Albert de Vleeschauwer (74), Belgisch politicus

### 25 februari
- Anton Schreuder (58), Nederlands verzetsstrijder
- Theodor Svedberg (86), Zweeds scheikundige

### 26 februari
- Fernandel (67), Frans komiek en acteur

## Maart

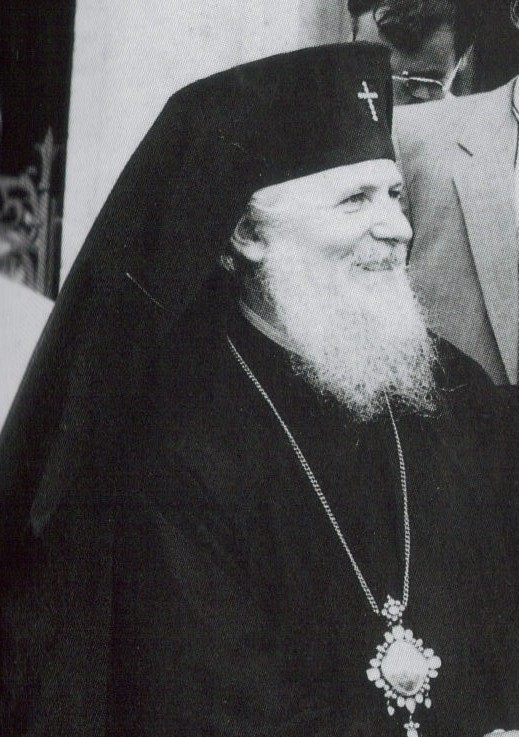
Kiril van Bulgarije
7 maart

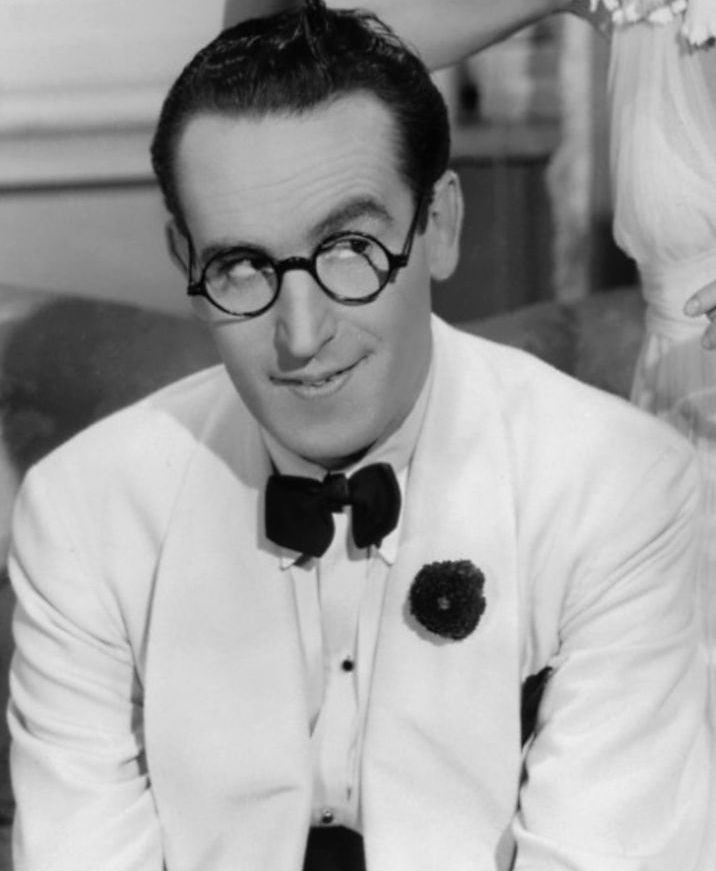
Harold Lloyd
8 maart

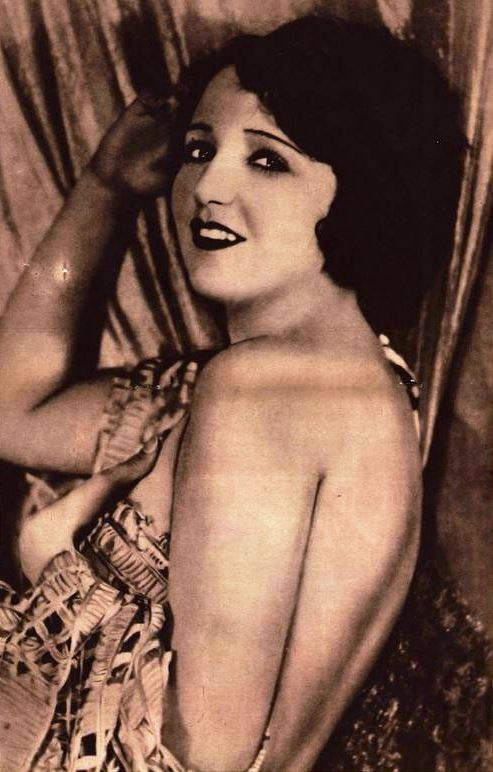
Bebe Daniels
16 maart

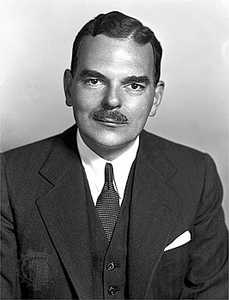
Thomas Dewey
16 maart

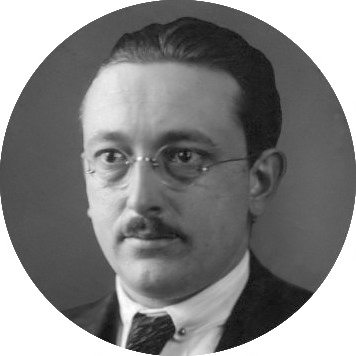
Jan Greshoff
19 maart

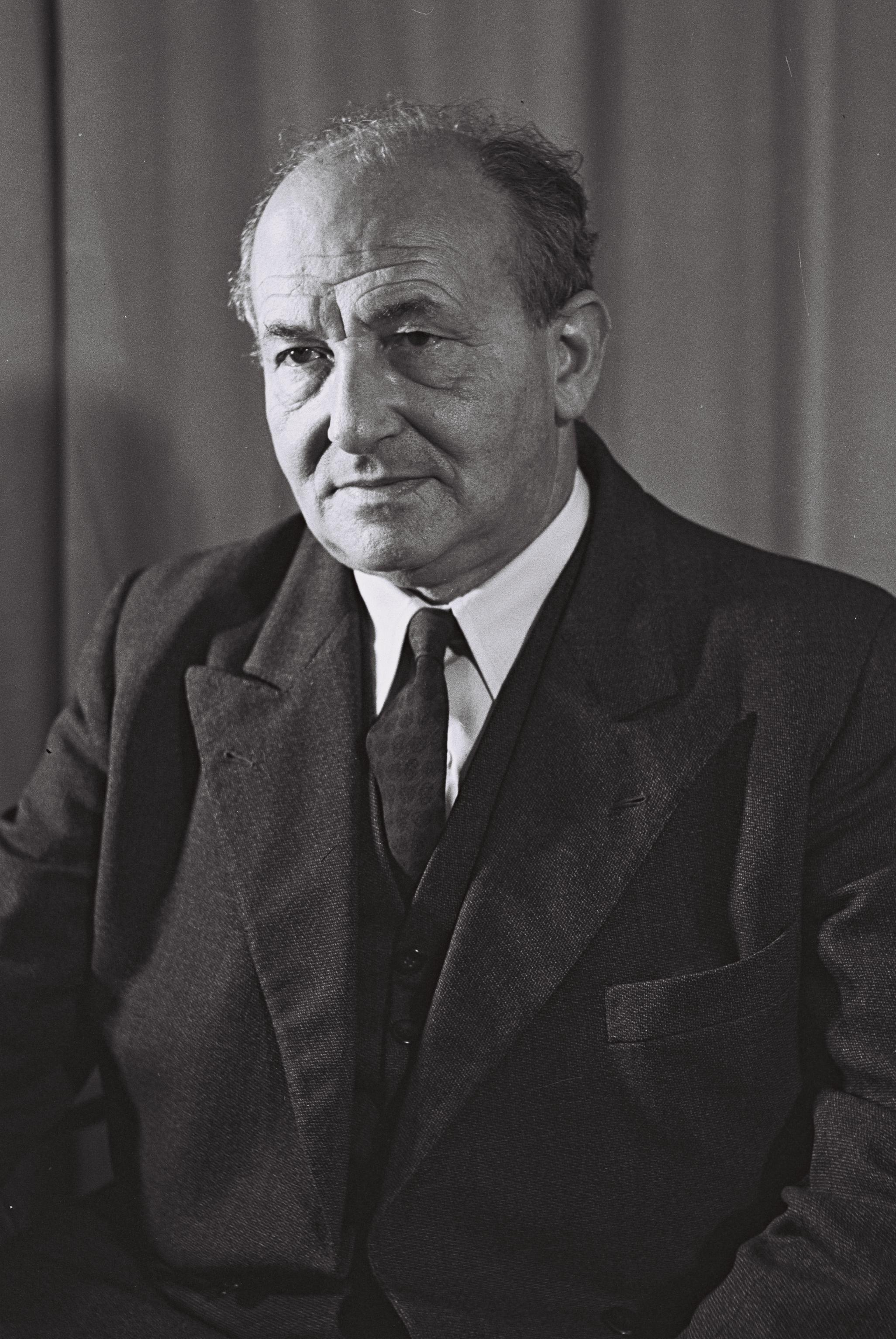
Fritz Bernstein
21 maart

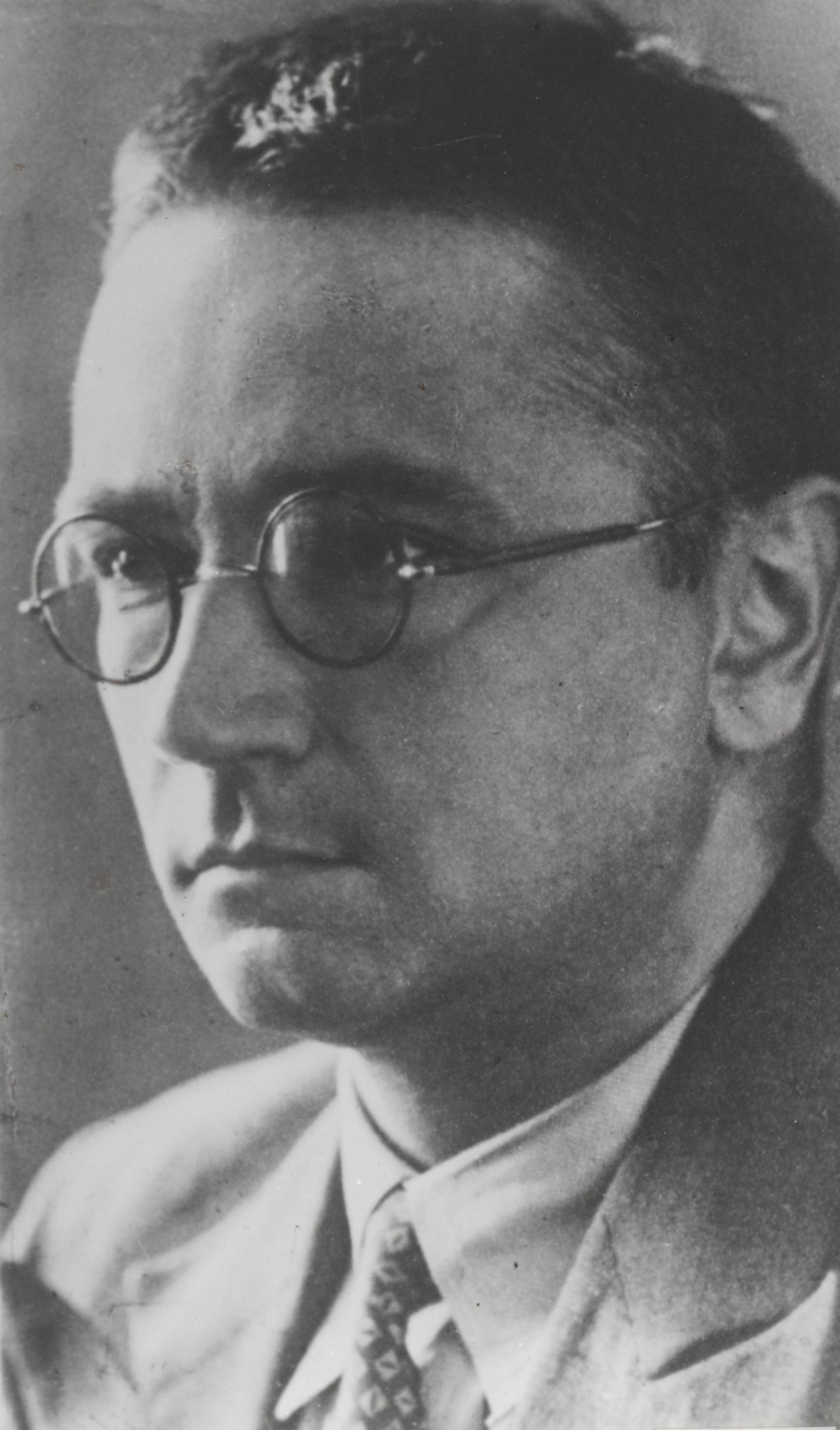
Simon Vestdijk
23 maart

| 1 | 2 | 3 | 4 | 5 | 6 | 7 | 8 | 9 | 10 | 11 | 12 | 13 | 14 | 15 | 16 | 17 | 18 | 19 | 20 | 21 | 22 | 23 | 24 | 25 | 26 | 27 | 28 | 29 | 30 | 31 |
| - | - | - | - | - | - | - | - | - | -- | -- | -- | -- | -- | -- | -- | -- | -- | -- | -- | -- | -- | -- | -- | -- | -- | -- | -- | -- | -- | -- |

### 3 maart
- David Brand (58), 19e premier van West-Australië
- Victor Leemans (69), Belgisch politicus

### 5 maart
- Jacques Trémoulet (74), Frans journalist en ondernemer

### 6 maart
- Thurston Dart (49), Brits dirigent
- Raymond Herreman (74), Belgisch dichter

### 7 maart
- Kiril van Bulgarije (70), Bulgaars geestelijke
- Richard Montague (40), Amerikaans wiskundige, filosoof en taalkundige
- Stevie Smith (68), Brits schrijfster
- Orvar Trolle (70), Zweeds zwemmer

### 8 maart
- Harold Lloyd (77), Amerikaans filmacteur

### 10 maart
- Simon van Creveld (76), Nederlands medicus
- Montagu Stopford (78), Brits militair leider

### 11 maart
- Philo Farnsworth (64), Amerikaans uitvinder en televisiepionier
- Joseph Nihoul (91), Belgisch politicus

### 12 maart
- Marius van Lokhorst (86), Nederlands politicus
- Edward Teirlinck (49), Belgisch organist

### 14 maart
- Nicolaas Kroese (65), Nederlands ondernemer
- Willem Albert Johan Roelofsen (73), Nederlands militair

### 15 maart
- Jean-Pierre Monseré (22), Belgisch wielrenner

### 16 maart
- Bebe Daniels (70), Amerikaans actrice
- Thomas Dewey (68), Amerikaans politicus

### 17 maart
- Francis McPeake (85), Iers zanger en tekstschrijver

### 18 maart
- Paul Determeyer (78), Nederlands kunstenaar
- George Olsen (78), Amerikaans drummer

### 19 maart
- Georges Janssens de Bisthoven (77), Belgisch militair en verzetsstrijder
- Mary Dorna (79), Nederlands schrijfster
- Jan Greshoff (82), Nederlands journalist, dichter en schrijver
- Suske Henderickx (64), Belgisch zanger
- Jules Strens (77), Belgisch componist

### 21 maart
- Fritz Bernstein (80), Israëlisch politicus
- A.H. Nijhoff (73), Nederlands schrijfster

### 23 maart
- Basil Dearden (60), Brits filmregisseur, filmproducent en scenarioschrijver
- Fanny Petit (72), Nederlands voetballer
- Simon Vestdijk (72), Nederlands schrijver en dichter

### 24 maart
- Arne Jacobsen (69), Deens architect en ontwerper

### 28 maart
- Willem Dreesmann (57), Nederlands ondernemer
- Morey Feld (55), Amerikaans drummer
- Jan Fijn (74), Nederlands burgemeester
- André de Meeûs d'Argenteuil (91), Belgisch militair leider

### 29 maart
- Raymond Postgate (74), Brits auteur
- Lev Koelesjov (72), Russisch regisseur

### 30 maart
- Werner Peters (52), Duits acteur

### 31 maart
- Liselot Beekmeijer (31), Nederlands actrice
- Karl L. King (80), Amerikaans componist en dirigent
- Albert Willecomme (70), Frans fotograaf

## April

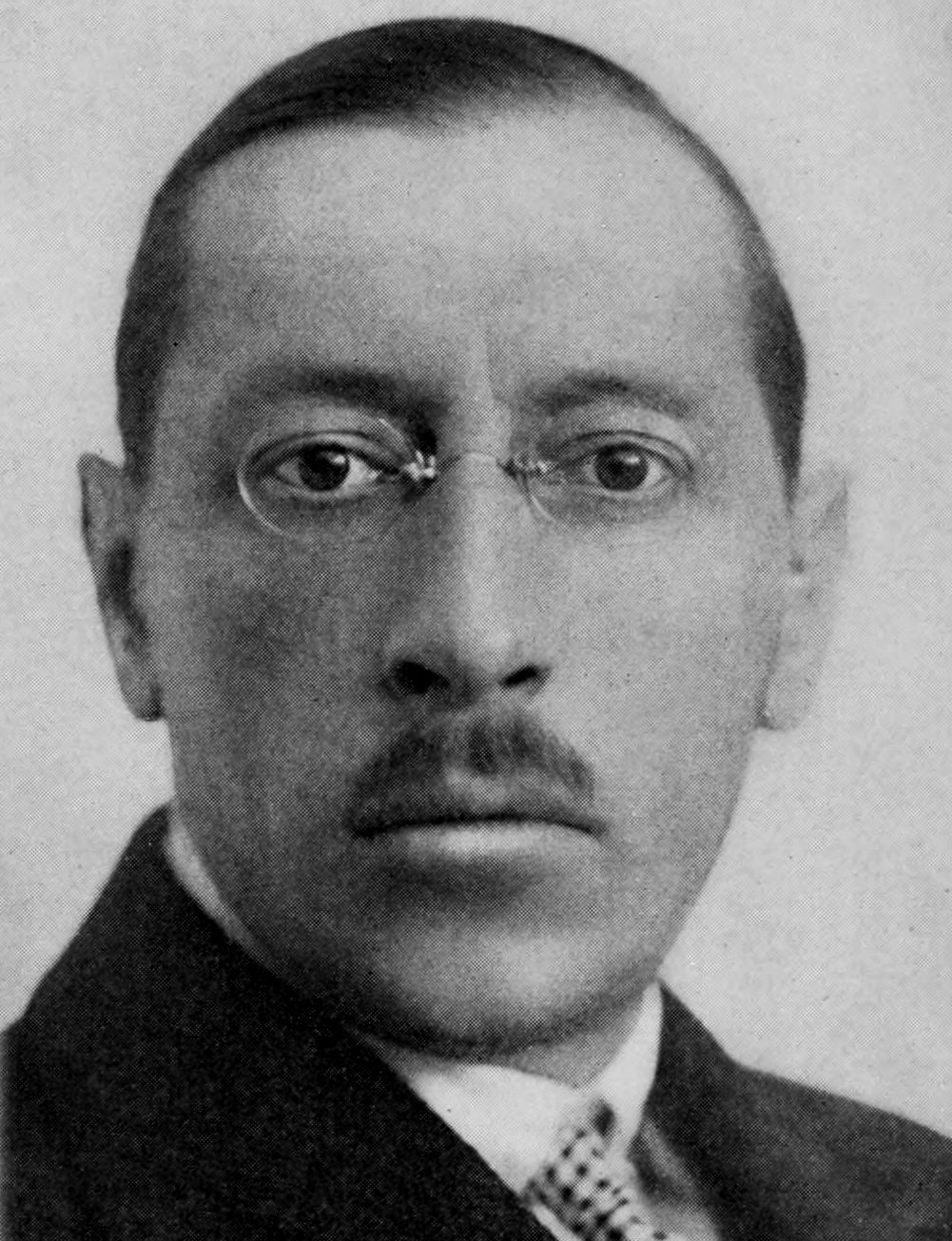
Igor Stravinsky
6 april

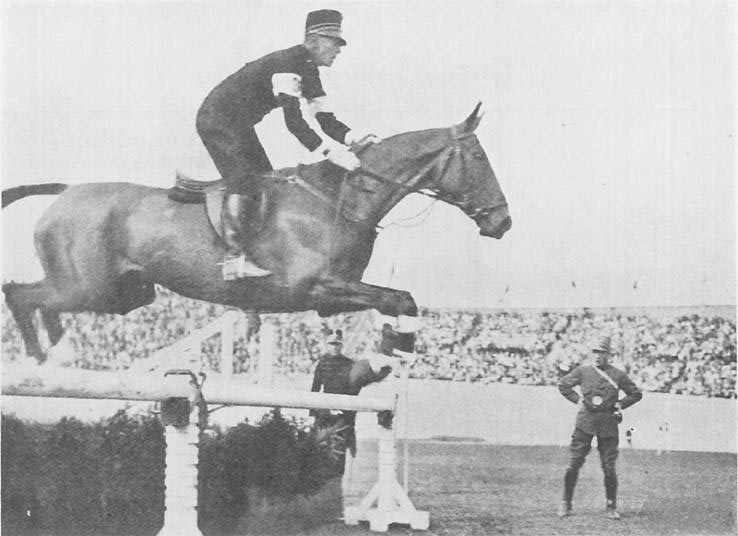
Charles Pahud de Mortanges
7 april

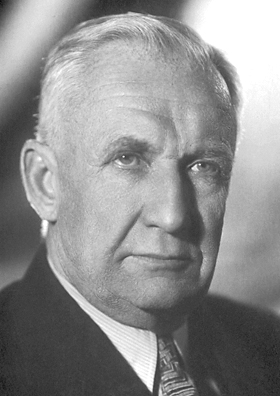
Igor Tamm
12 april

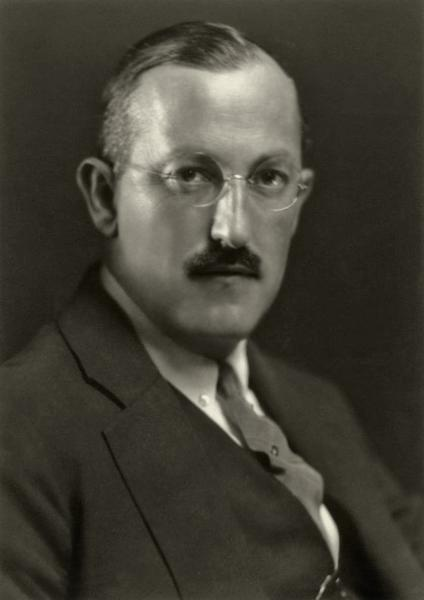
Cheney Johnston
17 april

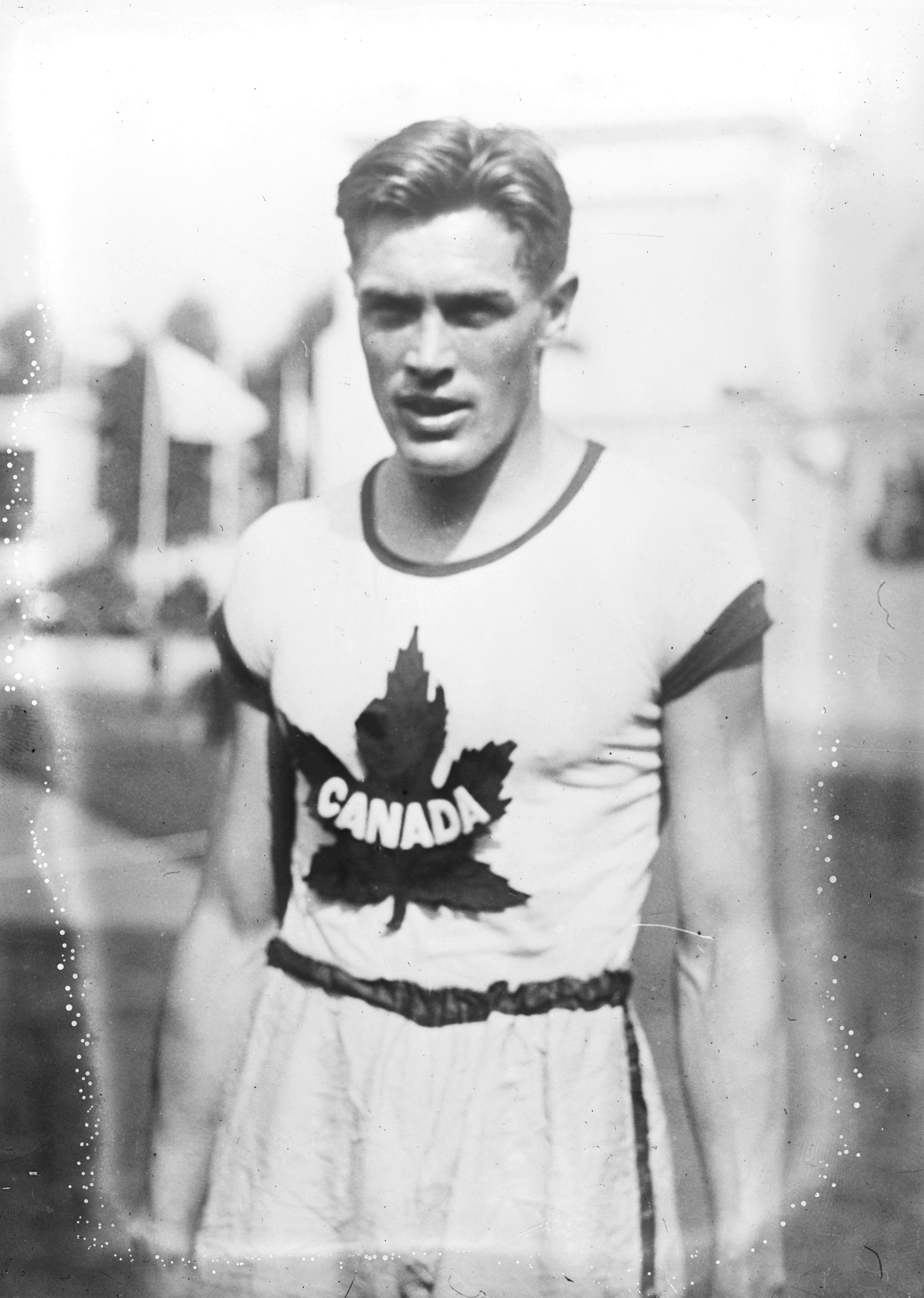
Tommy Thomson
19 april

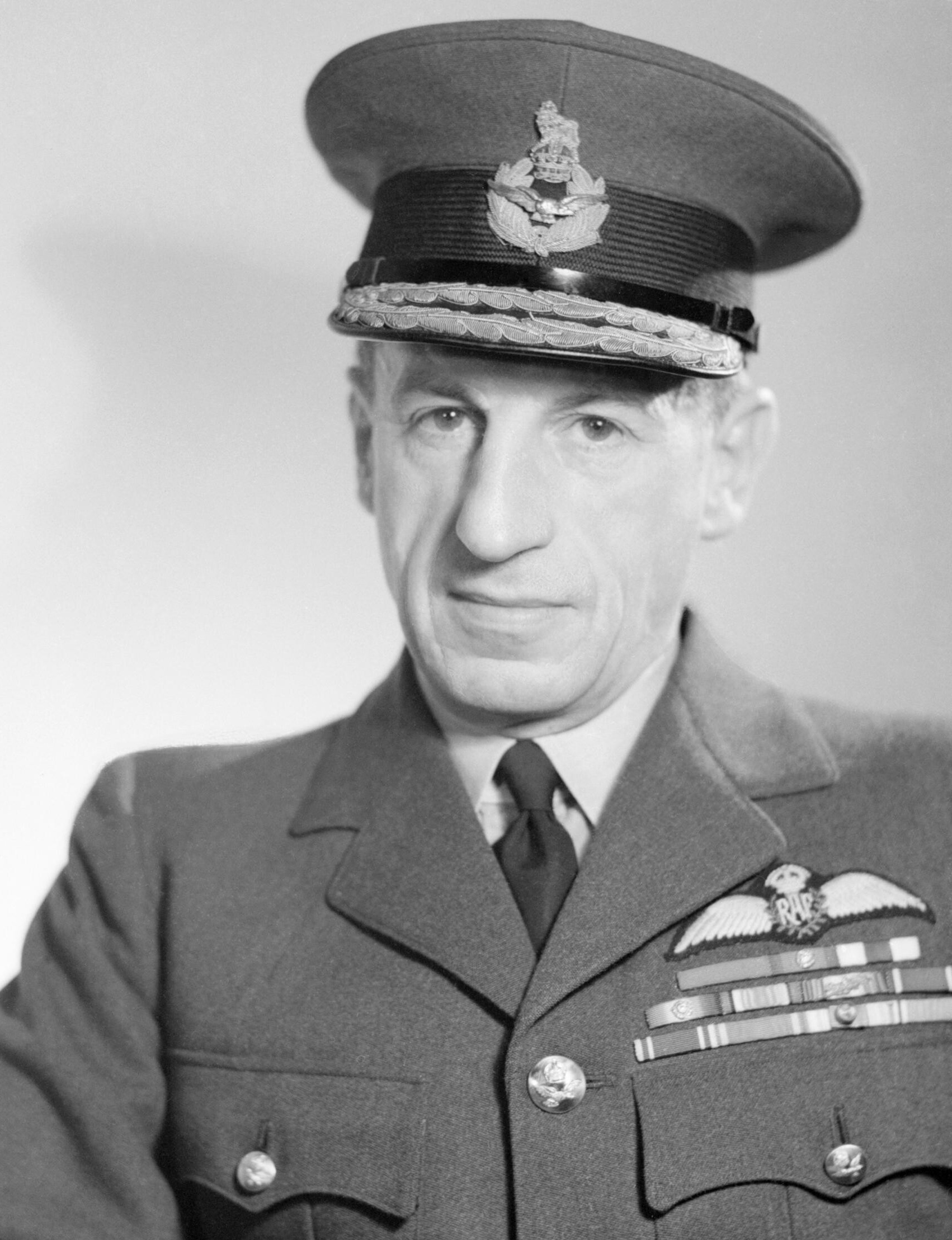
Charles Portal
22 april

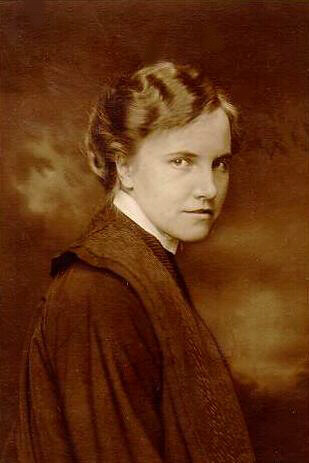
Adelheid van Saksen
25 april

| 1 | 2 | 3 | 4 | 5 | 6 | 7 | 8 | 9 | 10 | 11 | 12 | 13 | 14 | 15 | 16 | 17 | 18 | 19 | 20 | 21 | 22 | 23 | 24 | 25 | 26 | 27 | 28 | 29 | 30 |
| - | - | - | - | - | - | - | - | - | -- | -- | -- | -- | -- | -- | -- | -- | -- | -- | -- | -- | -- | -- | -- | -- | -- | -- | -- | -- | -- |

### 1 april
- Henk Hemsing (79), Nederlands schoonspringer

### 2 april
- Willy Lages (69), Duits oorlogsmisdadiger

### 3 april
- Jacques Ochs (88), Frans kunstschilder
- Joe Valachi (67), Amerikaans maffioso

### 4 april
- Angelo Bergamonti (32), Italiaans motorcoureur
- Frank Loomis (74), Amerikaans atleet

### 5 april
- Lodewijk Henrick Karel Cornelis van Asch van Wijck (82), Nederlands jurist
- Matthieu Wiegman (84), Nederlands kunstenaar

### 6 april
- Igor Stravinsky (88), Russisch componist

### 7 april
- Charles Pahud de Mortanges (74), Nederlands ruiter

### 8 april
- George Fotheringham (87), Brits golfer
- Fritz von Opel (71), Duits industrieel en raketpionier
- Joannes De Petter (66), Belgisch geestelijke

### 9 april
- André Cavens (58), Belgisch regisseur
- Manzie Johnson (64), Amerikaans drummer

### 10 april
- Jan Groen Tukker (76), Nederlands landbouwkundige

### 12 april
- Wynton Kelly (39), Amerikaans jazzpianist
- Lucas Hendrik Knoll (88), Nederlands kunstschilder
- Wolfgang Krull (71), Duits wiskundige
- Igor Tamm (75),  Sovjet-Russisch natuurkundige en wiskundige

### 14 april
- Corry Italiaander (84), Nederlands actrice

### 17 april
- Alfred Cheney Johnston (86), Amerikaans fotograaf

### 18 april
- Désiré Bastin (71), Belgisch voetballer

### 19 april
- Luigi Piotti (57), Italiaans autocoureur
- Willem Jacob Rozendaal (71), Nederlands graficus en ontwerper
- Tommy Thomson (76), Canadees atleet

### 20 april
- Alberto Magnelli (82), Italiaans kunstenaar
- Charles Noguès (94), Frans militair

### 21 april
- François Duvalier (64), president van Haïti

### 22 april
- Anna van Montenegro (96), Montenegrijns prinses
- Charles Portal (77), Brits militair

### 23 april
- Frederike Meyboom (100), Nederlands bestuurder en feministe
- Dempsey Wilson (44), Amerikaans autocoureur

### 24 april
- Lennie Hayton (63), Amerikaans pianist en componist

### 25 april
- Jan Hendrik de Boer (72), Nederlands natuur- en scheikundige
- Adelheid Arna van Saksen-Meiningen (79), lid Duitse adel

### 29 april
- Albert Smet (55), Belgisch politicus

### 30 april
- Albin Stenroos (82), Fins atleet

## Mei

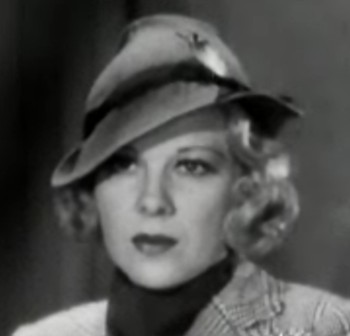
Glenda Farrell
1 mei

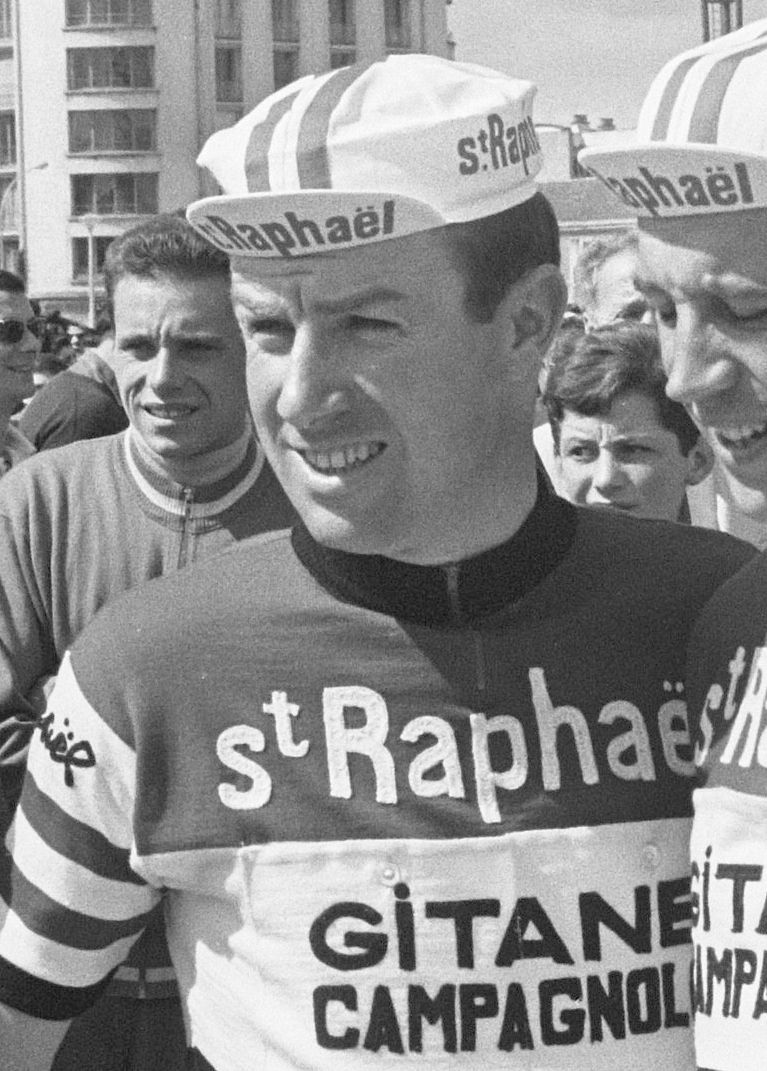
Seamus Elliott
4 mei

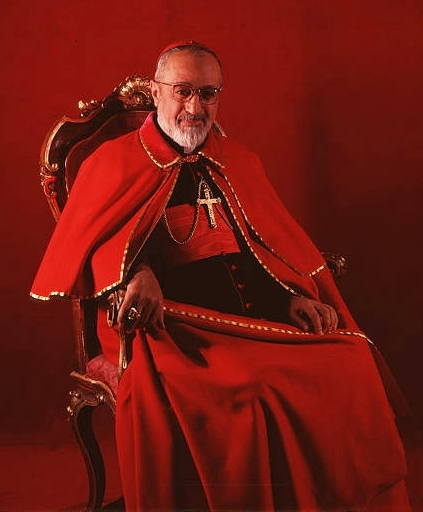
Krikor Bedros XV Agagianian
16 mei

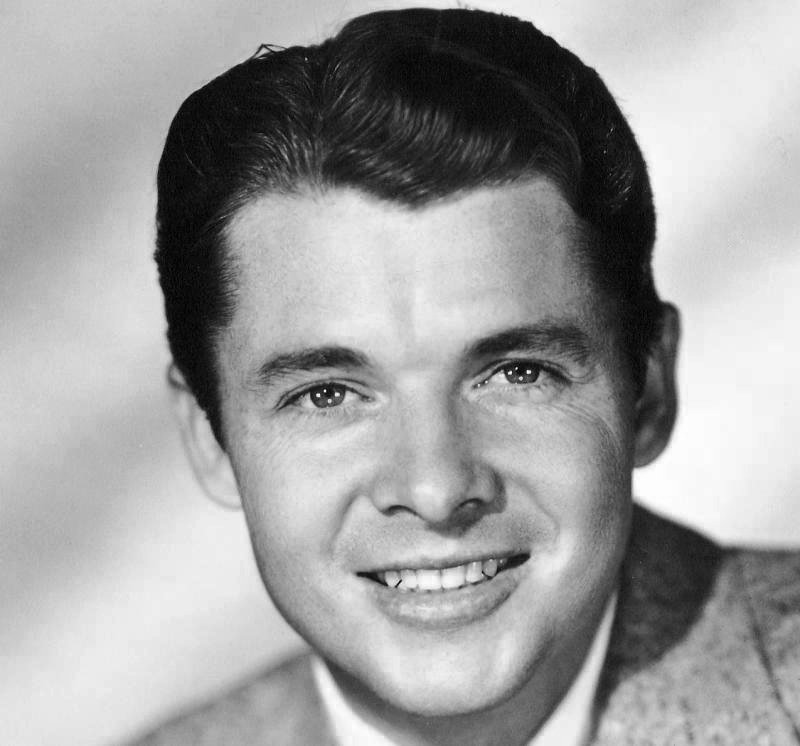
Audie Murphy
28 mei

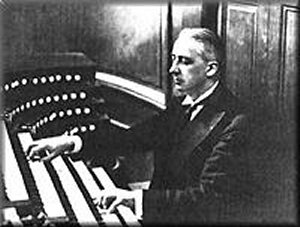
Marcel Dupré
30 mei

| 1 | 2 | 3 | 4 | 5 | 6 | 7 | 8 | 9 | 10 | 11 | 12 | 13 | 14 | 15 | 16 | 17 | 18 | 19 | 20 | 21 | 22 | 23 | 24 | 25 | 26 | 27 | 28 | 29 | 30 | 31 |
| - | - | - | - | - | - | - | - | - | -- | -- | -- | -- | -- | -- | -- | -- | -- | -- | -- | -- | -- | -- | -- | -- | -- | -- | -- | -- | -- | -- |

### 1 mei
- Glenda Farrell (66), Amerikaans actrice

### 3 mei
- Henry Pierre Heineken (85), Nederlands ondernemer

### 4 mei
- Louis de Bree (87), Nederlands hoorspelacteur
- Seamus Elliott (36), Iers wielrenner
- Klaas Norel (71), Nederlands schrijver

### 5 mei
- Harry Moorman (71), Nederlands politicus

### 6 mei
- Robert Maes (68), Belgisch acteur

### 7 mei
- René Deliège (62), Belgisch politicus

### 8 mei
- Franz Egger (72), Zwitsers politicus
- Johannes Diderik van der Waals jr. (97), Nederlands natuurkundige

### 15 mei
- Lode Meeus (78), Belgisch componist

### 16 mei
- Krikor Bedros XV Agagianian (75), Armeens kardinaal
- Robert Cudmore (85), Australisch roeier en politicus

### 18 mei
- Horace Leleux (81), Belgisch politicus

### 20 mei
- Robert Gits (85), Belgisch politicus

### 21 mei
- Yves Urbain (57), Belgisch politicus

### 24 mei
- Hendrik Sangster (78), Nederlands architect

### 26 mei
- Alfons Nicolaï (81), Belgisch componist

### 27 mei
- Bob Dunn (63), Amerikaans jazzmuzikant

### 28 mei
- Audie Murphy (46), Amerikaans militair en acteur
- Jean Vilar (59), Frans acteur en toneelregisseur

### 30 mei
- Marcel Dupré (85), Nederlands organist

### 31 mei
- Michael Browne (84), Iers geestelijke

## Juni

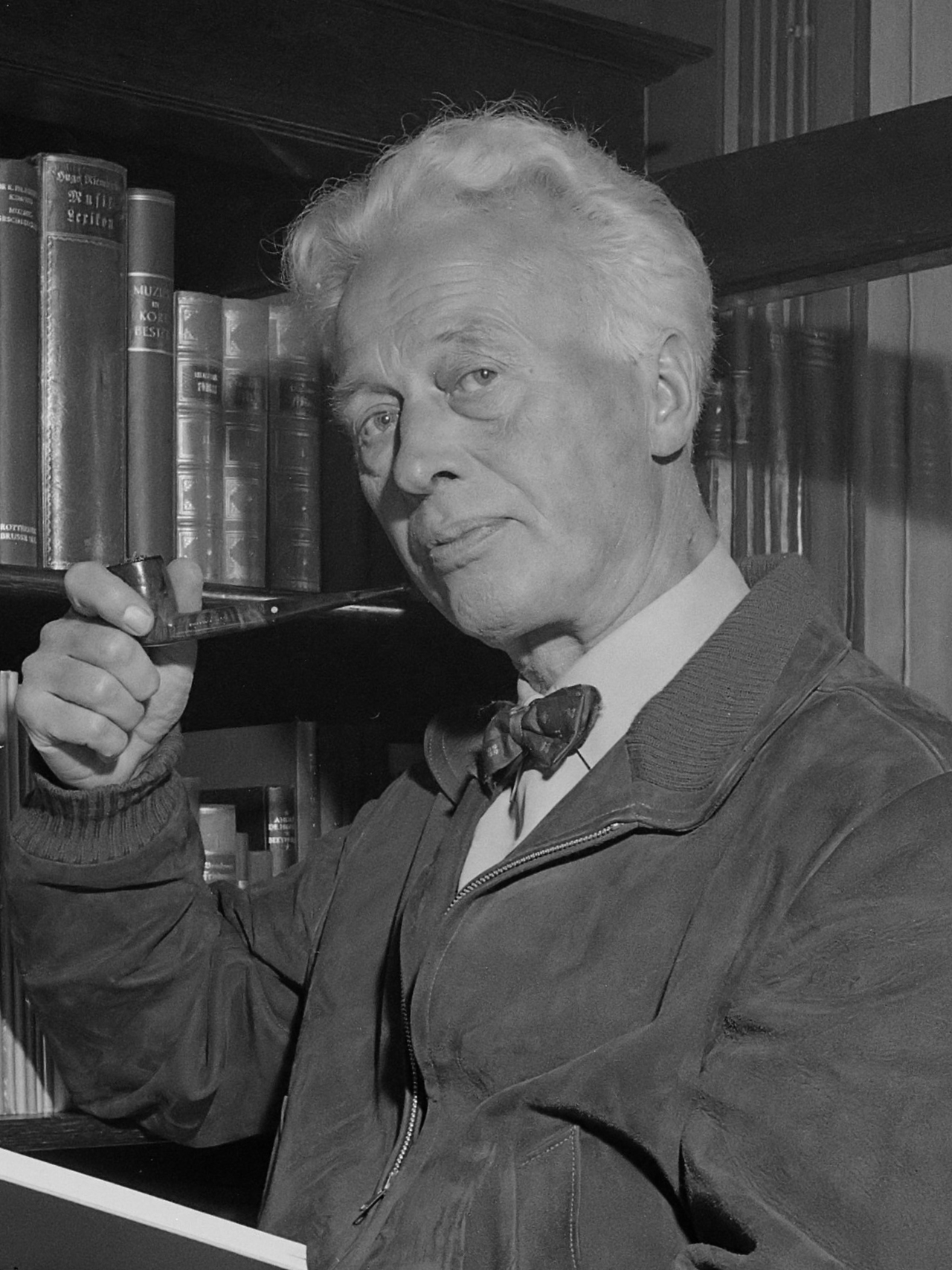
Willem Gehrels
3 juni

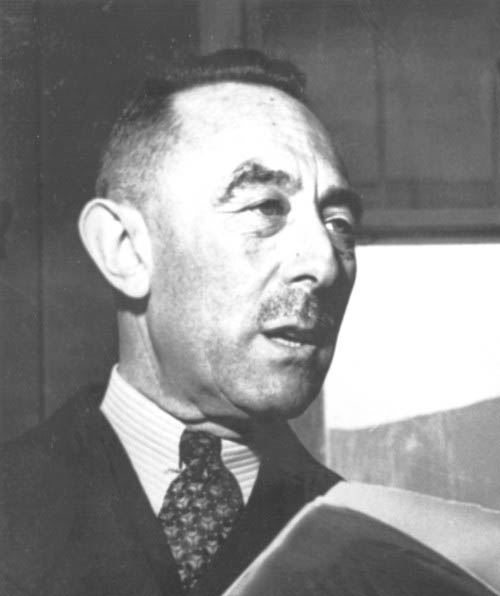
Camille Gutt
7 juni

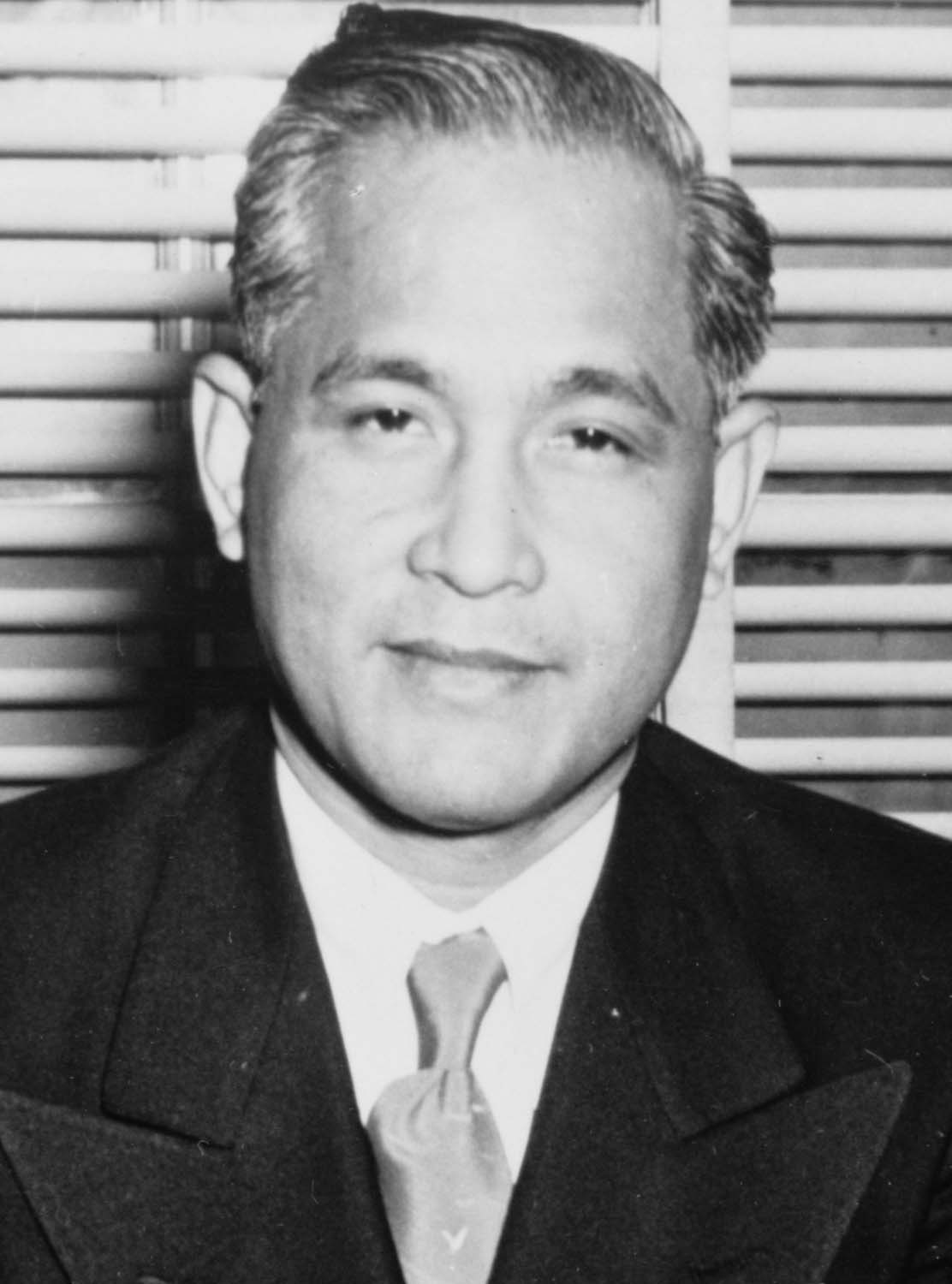
Carlos Garcia
14 juni

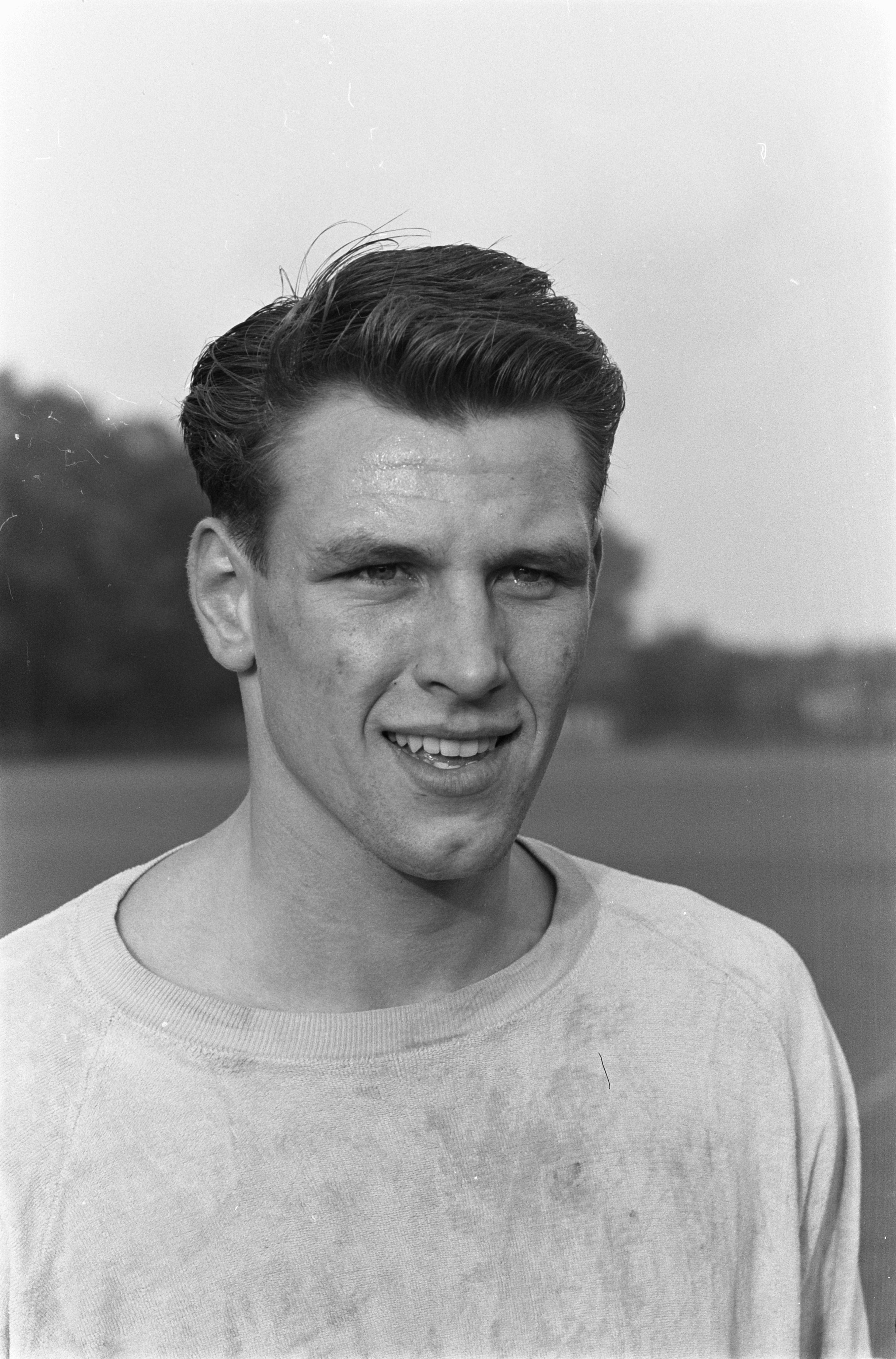
Tonny van Leeuwen
15 juni

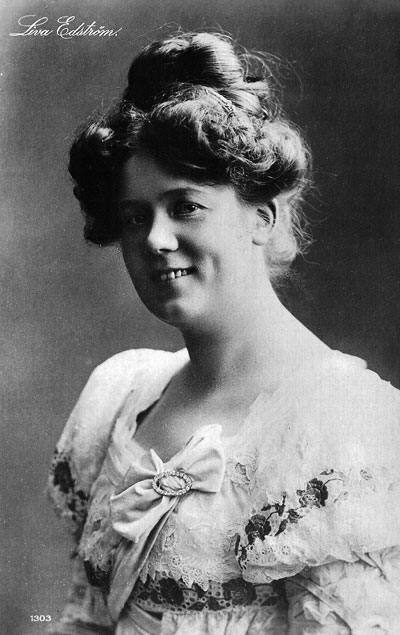
Liva Järnefelt
24 juni

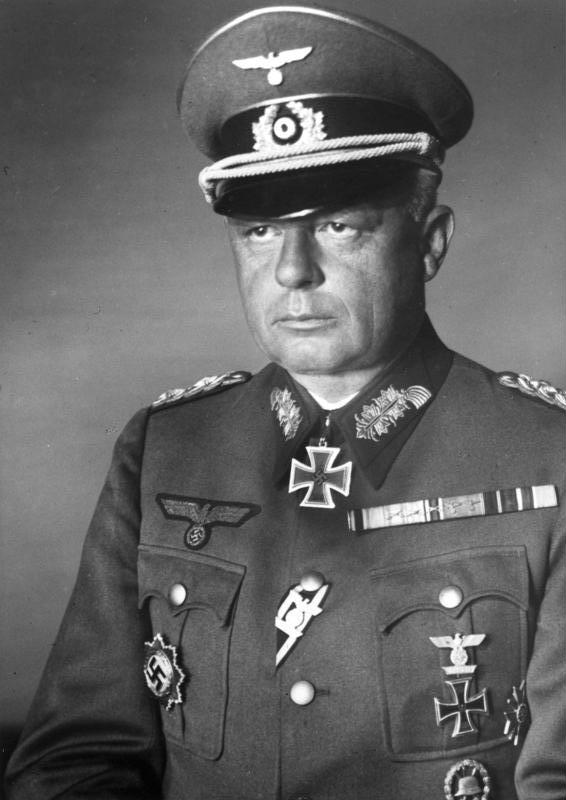
Johannes Frießner
26 juni

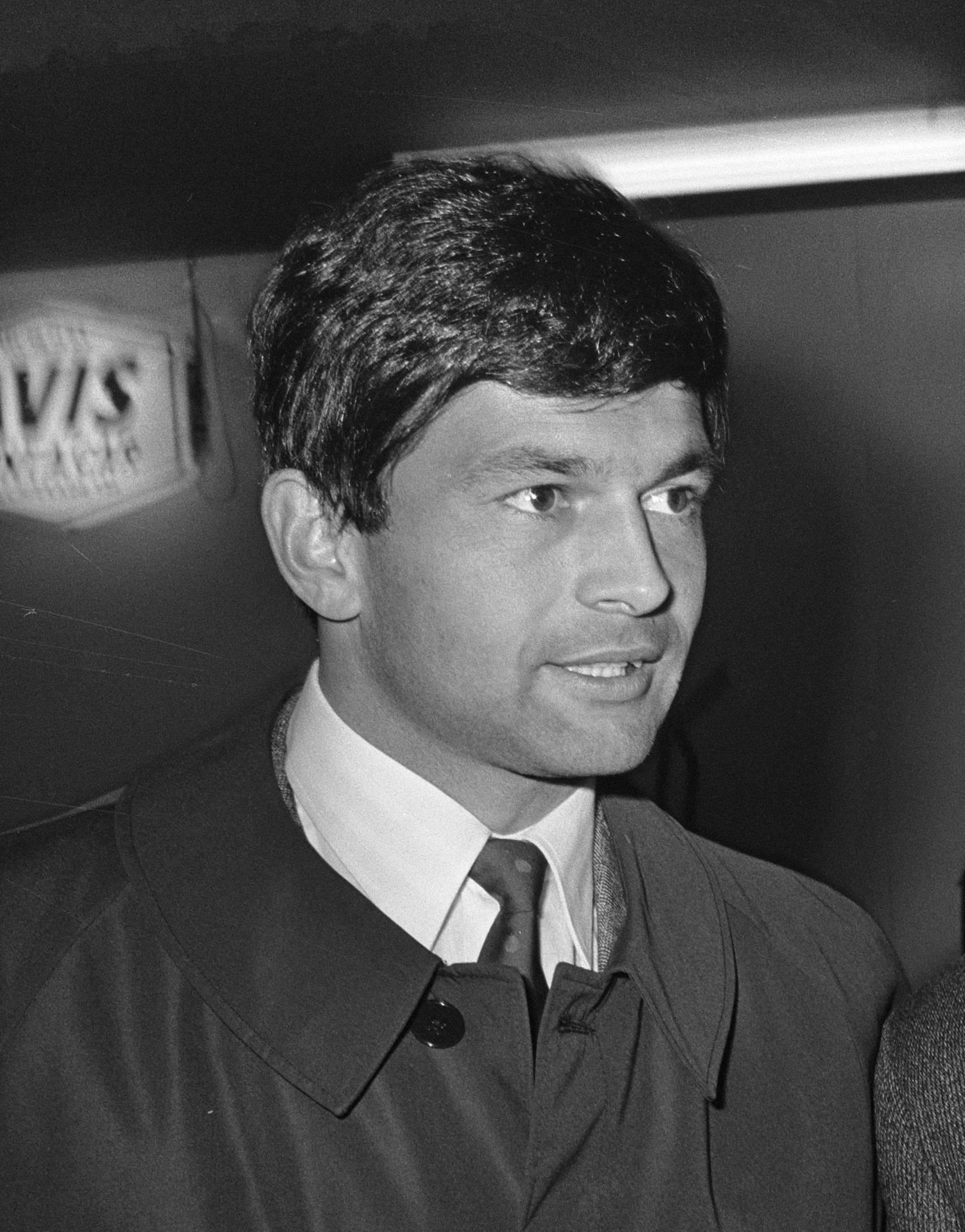
Georgi Asparuhov
28 juni

| 1 | 2 | 3 | 4 | 5 | 6 | 7 | 8 | 9 | 10 | 11 | 12 | 13 | 14 | 15 | 16 | 17 | 18 | 19 | 20 | 21 | 22 | 23 | 24 | 25 | 26 | 27 | 28 | 29 | 30 |
| - | - | - | - | - | - | - | - | - | -- | -- | -- | -- | -- | -- | -- | -- | -- | -- | -- | -- | -- | -- | -- | -- | -- | -- | -- | -- | -- |

### 1 juni
- Reinhold Niebuhr (78), Amerikaans theoloog
- Klaus Stürmer (35), Duits voetballer

### 2 juni
- Charles Dekeukeleire (66), Belgisch filmregisseur
- Warren Samuel Fisher (93), Amerikaans entomoloog

### 3 juni
- Willem Gehrels (85), Nederlands muziekpedagoog
- Heinz Hopf (76), Duits wiskundige
- Miguel Maura (83), Spaans politicus

### 4 juni
- Georg Lukács (86), Hongaars filosoof en politicus

### 5 juni
- Agnès della Faille d'Huysse (83), Belgisch politicus

### 6 juni
- Frans Van Goey (67), Belgisch politicus
- Appel Ooiman (65), Nederlands roeier

### 7 juni
- Camille Gutt (86), Belgisch econoom en politicus
- Remi Wallays (79), Belgisch politicus

### 8 juni
- Reinder Johan Harrenstein (83), Nederlands medicus

### 13 juni
- Fré Dommisse (71), Nederlands schrijfster
- Richmond Landon (72), Amerikaans atleet

### 14 juni
- Carlos Garcia (74), president van de Filipijnen
- Ernst Hendrik van Saksen (74), lid Duitse adel

### 15 juni
- Tonny van Leeuwen (28), Nederlands voetballer
- Wendell Meredith Stanley (66), Amerikaans biochemicus
- Thomas Thould (85), Brits waterpolospeler

### 18 juni
- Paul Karrer (82), Zwitsers scheikundige

### 19 juni
- Garfield Wood (90), Amerikaans uitvinder en motorbootracer

### 21 juni
- Theo Bogaerts (78), Belgisch schrijver
- Guillaume D'Hanens (76), Belgisch politicus

### 22 juni
- Joseph Teixeira de Mattos (78), Nederlands tekenaar en kunstschilder
- Lode Peeters (62), Belgisch politicus

### 24 juni
- Liva Järnefelt (95), Amerikaans zangeres
- Niek Michel (58), Nederlands voetballer

### 25 juni
- John Boyd Orr (90),  Schots bioloog en politicus

### 26 juni
- Johannes Frießner (79),  Duits generaal

### 28 juni
- Robert Walter Johnson (72), Amerikaans medicus
- Hendrik Scherpenhuijzen (89), Nederlands schermer
- Franz Stangl (63), Oostenrijks oorlogsmisdadiger

### 29 juni
- Omgekomen bij de ramp met de Sojoez 11
  - Georgi Dobrovolski (43), Russisch kosmonaut
  - Viktor Patsajev (38), Russisch kosmonaut
  - Vladislav Volkov (35), Russisch kosmonaut
- Carel van den Berg (47), Nederlands schaker

### 30 juni
- Georgi Asparuhov (28), Bulgaars voetballer
- Herbert Biberman (71), Amerikaans regisseur

## Juli

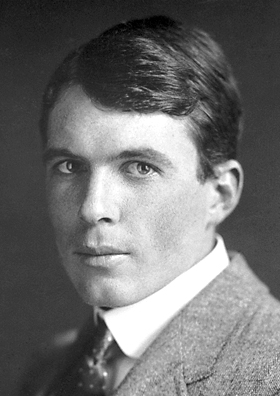
William L. Bragg
2 juli

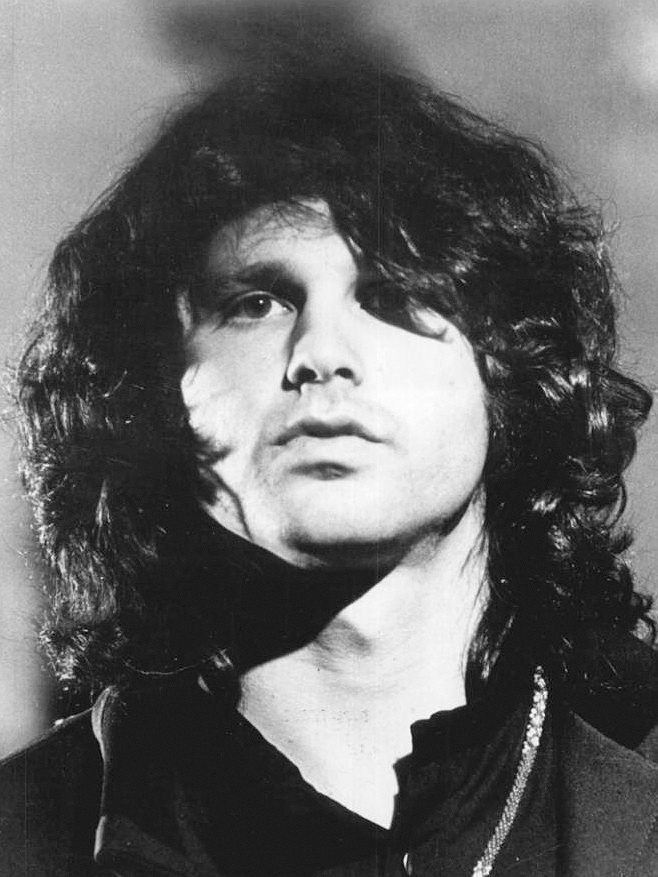
Jim Morrison
3 juli

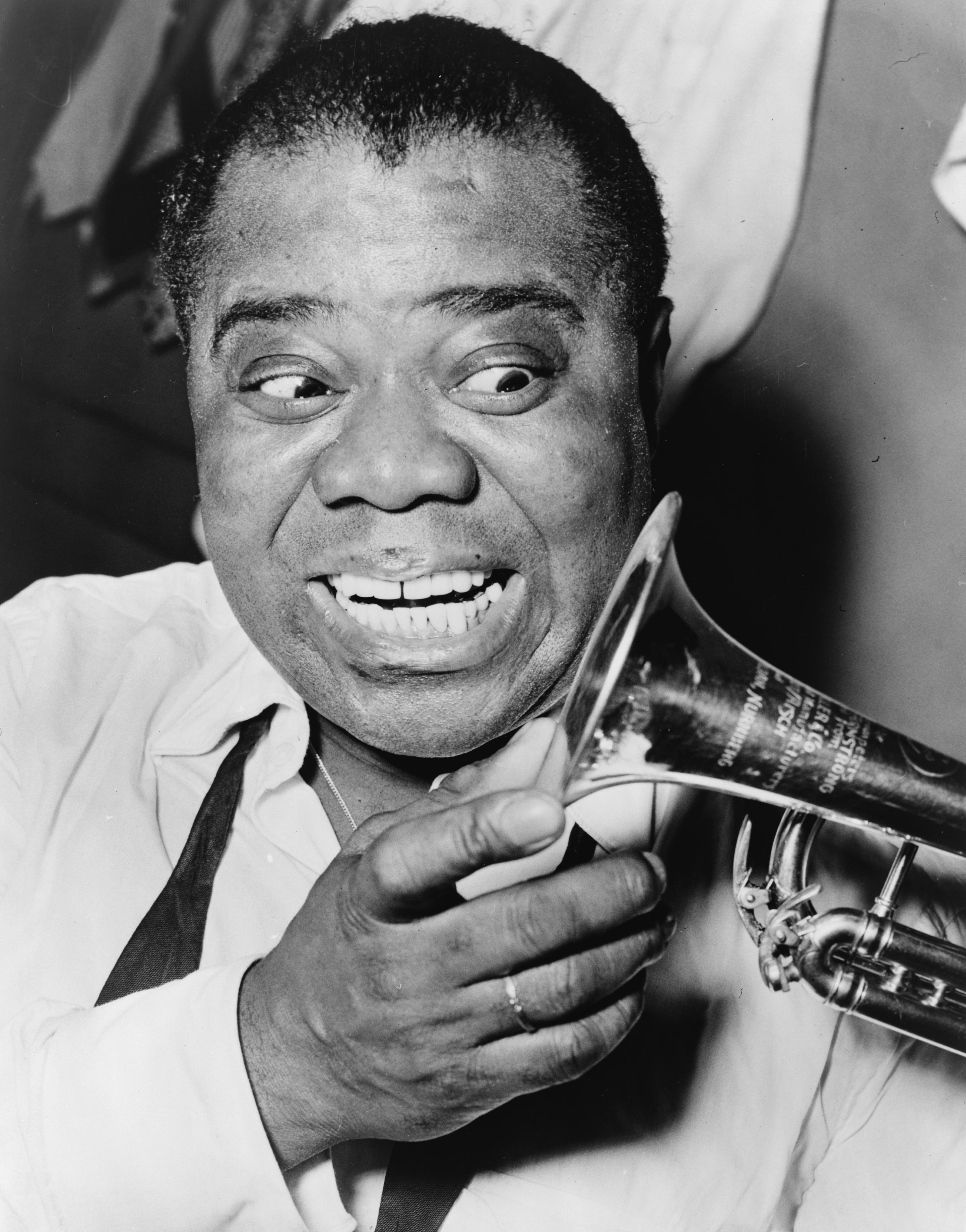
Louis Armstrong
6 juli

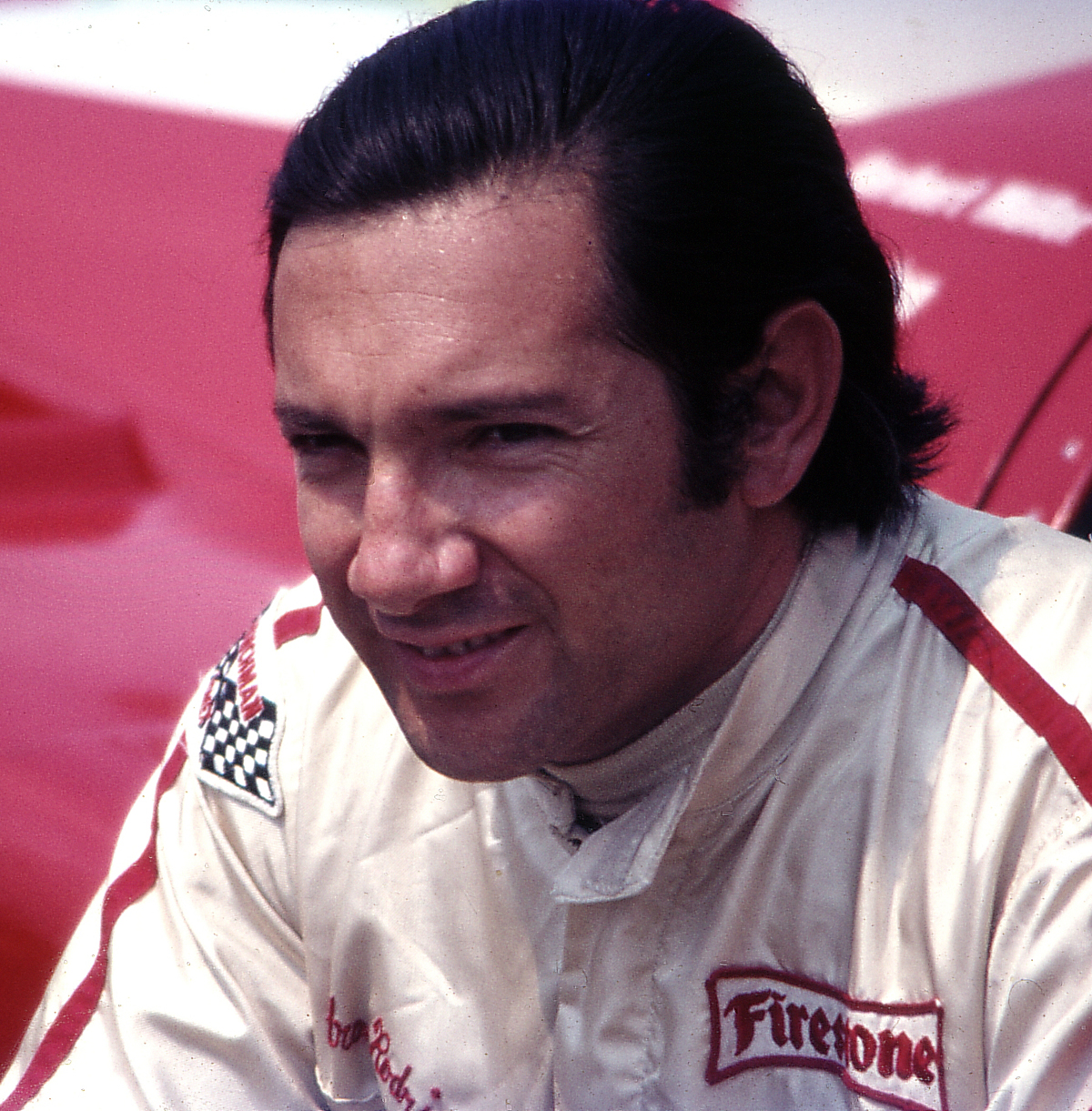
Pedro Rodríguez
11 juli

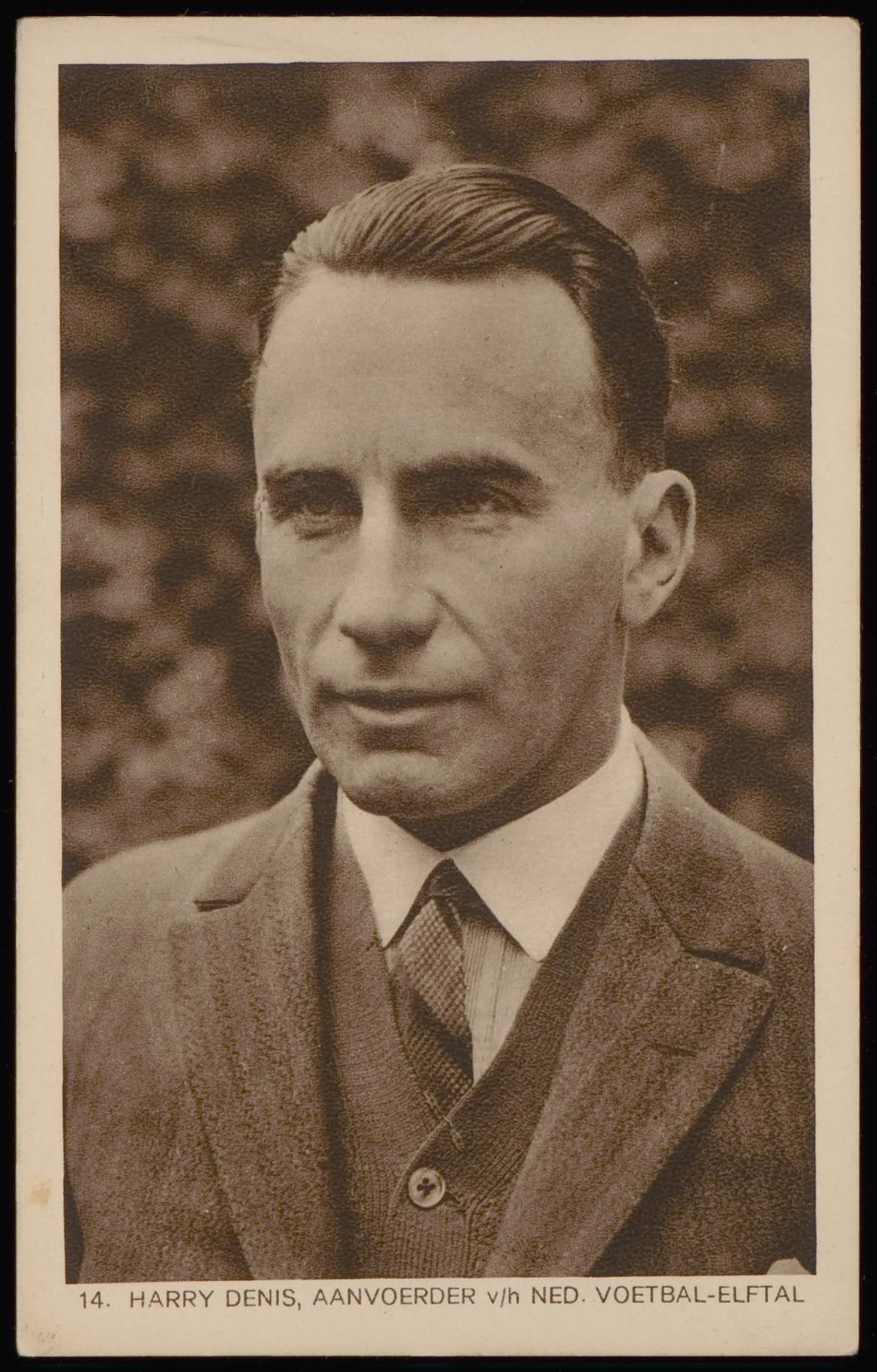
Harry Dénis
13 juli

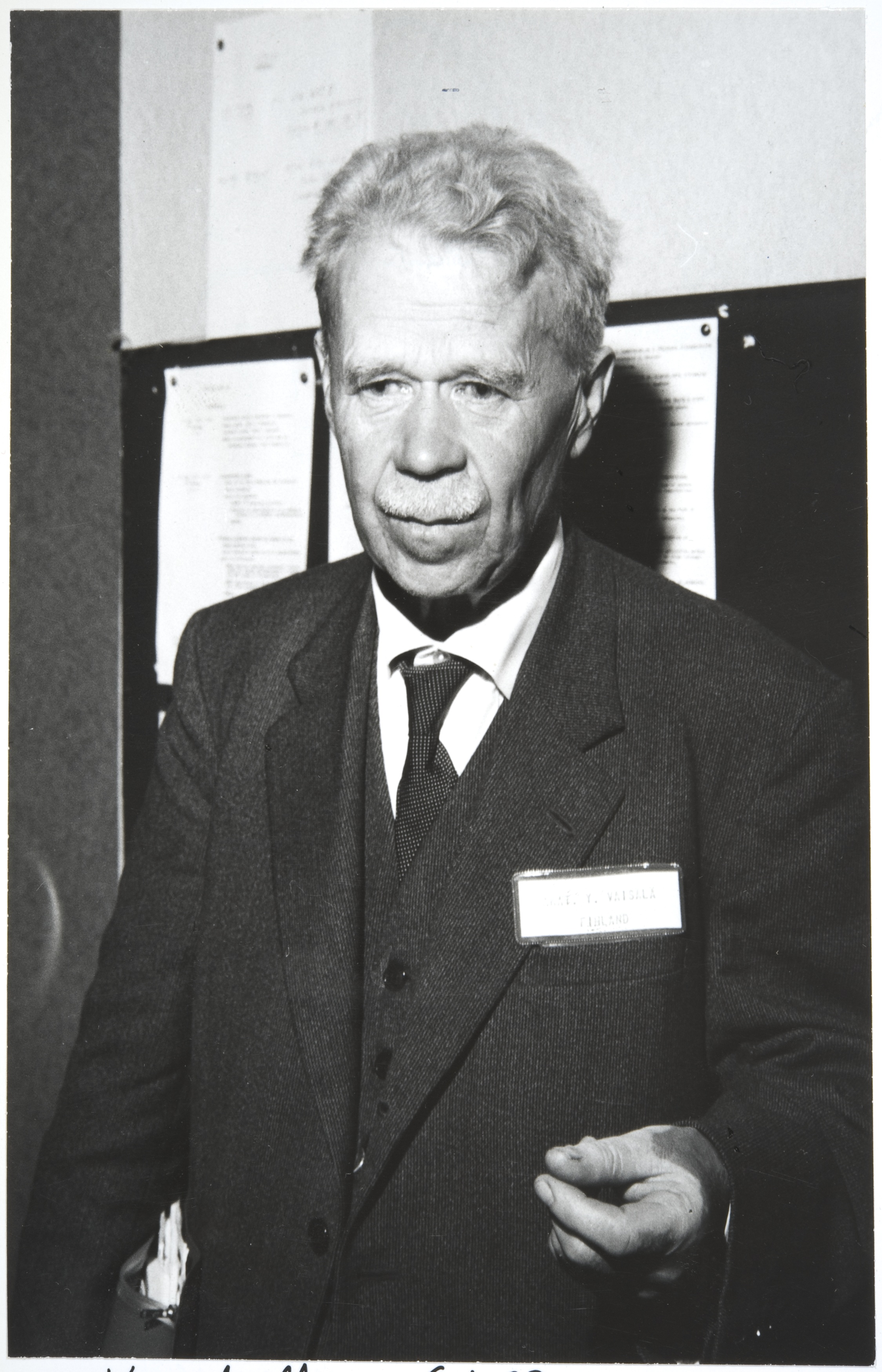
Yrjö Väisälä
21 juli

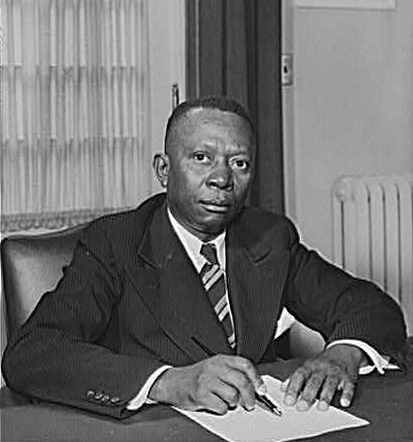
William Tubman
23 juli

| 1 | 2 | 3 | 4 | 5 | 6 | 7 | 8 | 9 | 10 | 11 | 12 | 13 | 14 | 15 | 16 | 17 | 18 | 19 | 20 | 21 | 22 | 23 | 24 | 25 | 26 | 27 | 28 | 29 | 30 | 31 |
| - | - | - | - | - | - | - | - | - | -- | -- | -- | -- | -- | -- | -- | -- | -- | -- | -- | -- | -- | -- | -- | -- | -- | -- | -- | -- | -- | -- |

### 1 juli
- William Lawrence Bragg (81), Brits wiskundige en natuurkundige

### 3 juli
- Emiel Carbon (106), oudste man in België
- Jim Morrison (27), Amerikaans zanger

### 4 juli
- August Derleth (62), Amerikaans schrijver
- Ursmard Legros (65), Belgisch politicus

### 5 juli
- Cuno van den Steene (61), Nederlands kunstenaar
- Earl Thomson (70), Amerikaans ruiter
- Thea Sternheim (87), Duits auteur, vertaler en dagboekschrijfster

### 6 juli
- Louis Armstrong (69), Amerikaans jazztrompettist en -zanger

### 7 juli
- Ub Iwerks (70), Amerikaans striptekenaar

### 8 juli
- Günter Bartusch (28), Oost-Duits motorcoureur
- Charlie Shavers (50), Amerikaans jazzmusicus

### 9 juli
- Herman van Voorst tot Voorst (84), Nederlands militair en politicus

### 11 juli
- Arend Biewenga (68), Nederlands politicus
- John W. Campbell (61), Amerikaans schrijver en redacteur
- Pedro Rodríguez de la Vega (31), Mexicaans autocoureur

### 12 juli
- Cletus Andersson (78), Zweeds waterpolospeler
- Joachim Gruppelaar (59), Nederlands springruiter

### 13 juli
- Harry Dénis (74), Nederlands voetballer
- Frans Josef von Thurn und Taxis (77), lid Duitse adel
- Walthère Thys (72), Belgisch politicus

### 14 juli
- Talitha Getty (30), Nederlands actrice en model
- Ermilo Abreu Gómez (76), Mexicaans schrijver

### 15 juli
- Romeu (60), Braziliaans voetballer

### 16 juli
- Isidoor Trappeniers (69), Belgisch politicus

### 17 juli
- Geraldo Abraham Brender à Brandis (93), Nederlands beeldend kunstenaar
- Chester Burleigh Watts (81), Amerikaans astronoom

### 19 juli
- Jean Van Impe (94), Belgisch politicus
- James A. Long (72), Amerikaans theosoof
- Honoré Van Waeyenbergh (79), Belgisch geestelijke
- Elisabeth Weddige-Tedsen (107), oudste persoon in Nederland

### 21 juli
- Yrjö Väisälä (79), Fins meteoroloog en astronoom

### 23 juli
- Van Heflin (60), Amerikaans acteur
- William Tubman (75), president van Liberia

### 24 juli
- Rudolph Otto van Holthe tot Echten (79), Nederlands burgemeester
- Alan Rawsthorne (66), Brits componist
- Henk Tamse (81), Nederlands wielrenner

### 25 juli
- Tilly Lus (83), Nederlands toneelactrice
- John Meyers (90), Amerikaans waterpolospeler en zwemmer

### 26 juli
- Diane Arbus (48), Amerikaans fotografe

## Augustus

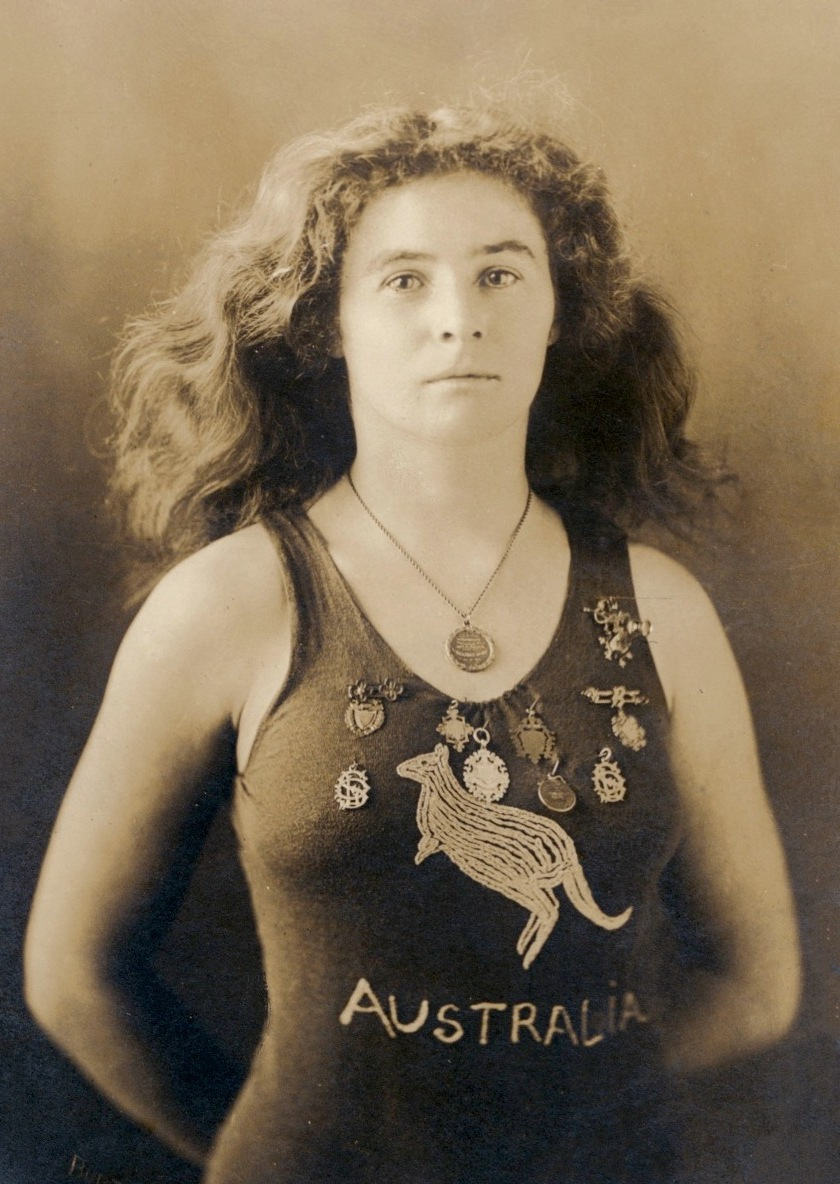
Beatrice Kerr
3 augustus

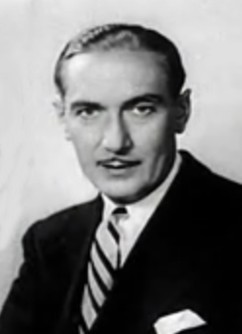
Paul Lukas
15 augustus

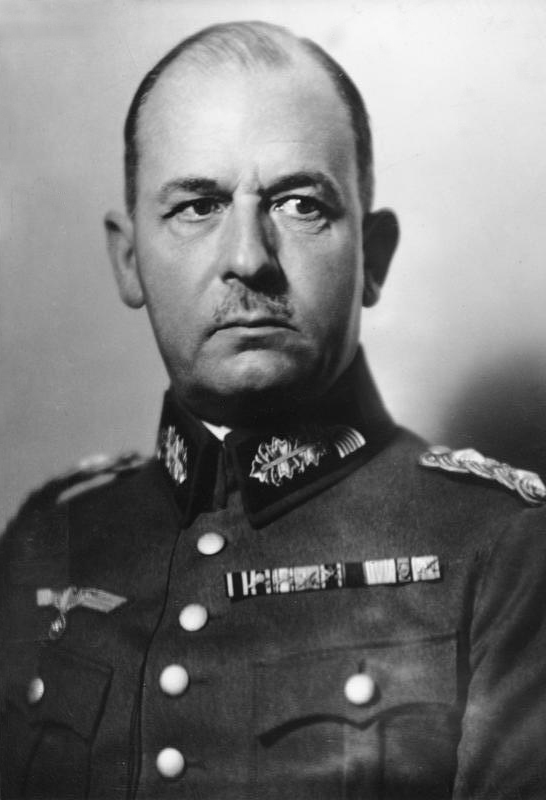
Wilhelm List
17 augustus

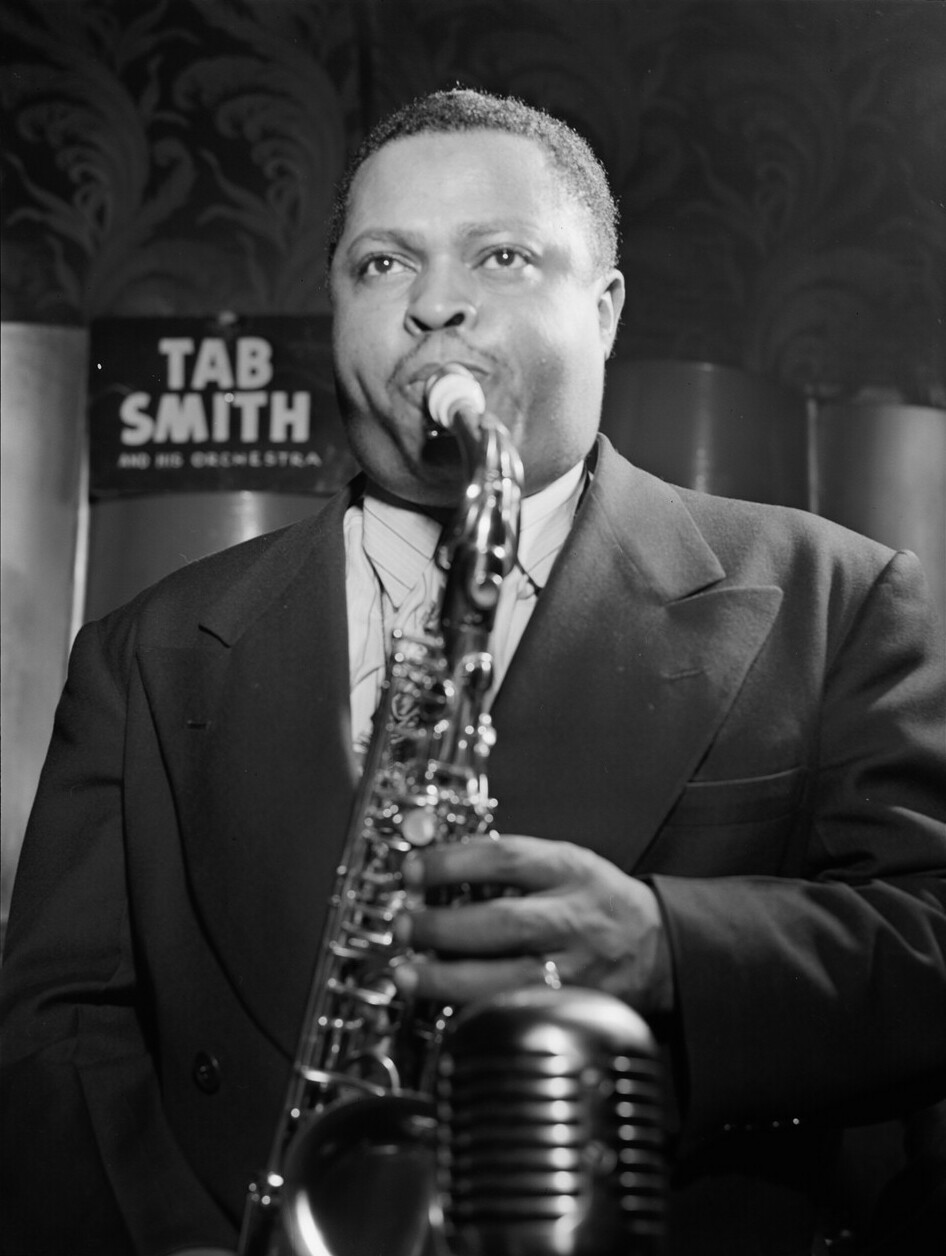
Tab Smith
17 augustus

| 1 | 2 | 3 | 4 | 5 | 6 | 7 | 8 | 9 | 10 | 11 | 12 | 13 | 14 | 15 | 16 | 17 | 18 | 19 | 20 | 21 | 22 | 23 | 24 | 25 | 26 | 27 | 28 | 29 | 30 | 31 |
| - | - | - | - | - | - | - | - | - | -- | -- | -- | -- | -- | -- | -- | -- | -- | -- | -- | -- | -- | -- | -- | -- | -- | -- | -- | -- | -- | -- |

### 1 augustus
- John McDermott (79), Amerikaans golfer

### 2 augustus
- Ludwig Marcuse (77),  Duits-Amerikaans filosoof en schrijver

### 3 augustus
- Beatrice Kerr (83), Australisch zwemmer
- Jaan Kiivit sr. (65), Estisch theoloog en geestelijke

### 5 augustus
- Ber Groosjohan (74), Nederlands voetballer
- Jules Lullien (87), Frans ondernemer
- Royal Raymond Rife (83), Amerikaans uitvinder

### 6 augustus
- Jennison Heaton (67), Amerikaans bobsleeër en skeletonracer

### 9 augustus
- Marten van Hal (68), Nederlands wielrenner

### 10 augustus
- Federico Callori di Vignale (80), Italiaans kardinaal

### 13 augustus
- King Curtis (Curtis Ousley) (37), Amerikaans saxofonist en orkestleider
- Oscar Verbeeck (80), Belgisch voetballer

### 14 augustus
- Gerrit Frederik Dalenoord (73), Nederlands ondernemer

### 15 augustus
- Javier Barros Sierra (56), Mexicaans ingenieur en politicus
- Jan van Gendt (74), Nederlands voetballer
- Paul Lukas (76), Hongaars acteur
- Walther von Wartburg (83), Zwitsers taalkundige

### 17 augustus
- Boelie Kessler (74), Nederlands voetballer, hockeyer en oogarts
- Wilhelm List (91), Duits militair
- Tab Smith (62), Amerikaans saxofonist

### 18 augustus
- Alfred Lagache (81), Frans biljarter

### 19 augustus
- Minne Endstra (69), Nederlands zakenman
- Li Tchoan King (67), Frans dammer

### 24 augustus
- Carl Blegen (84), Amerikaans archeoloog

### 27 augustus
- Sam Dutrey (62), Amerikaans jazzmusicus
- Jim Turnesa (58), Amerikaans golfer

### 28 augustus
- Geoffrey Lawrence (90), Brits rechter

## September

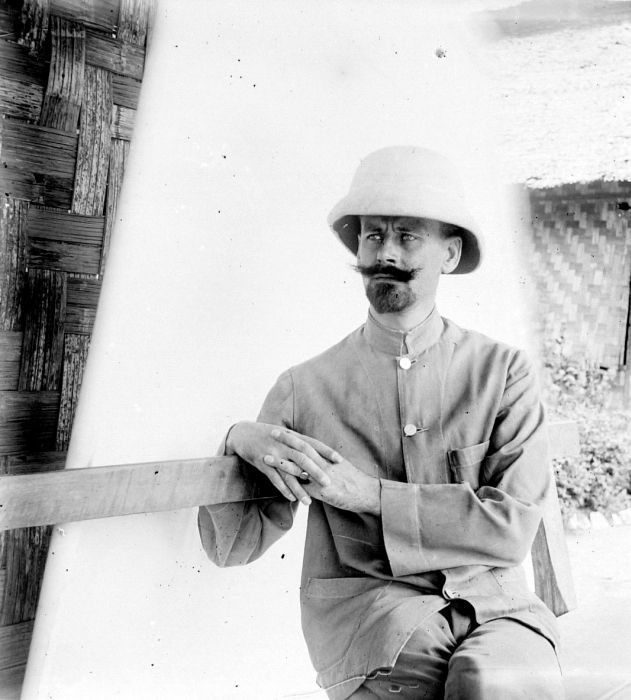
J.P. Kleiweg de Zwaan
8 september

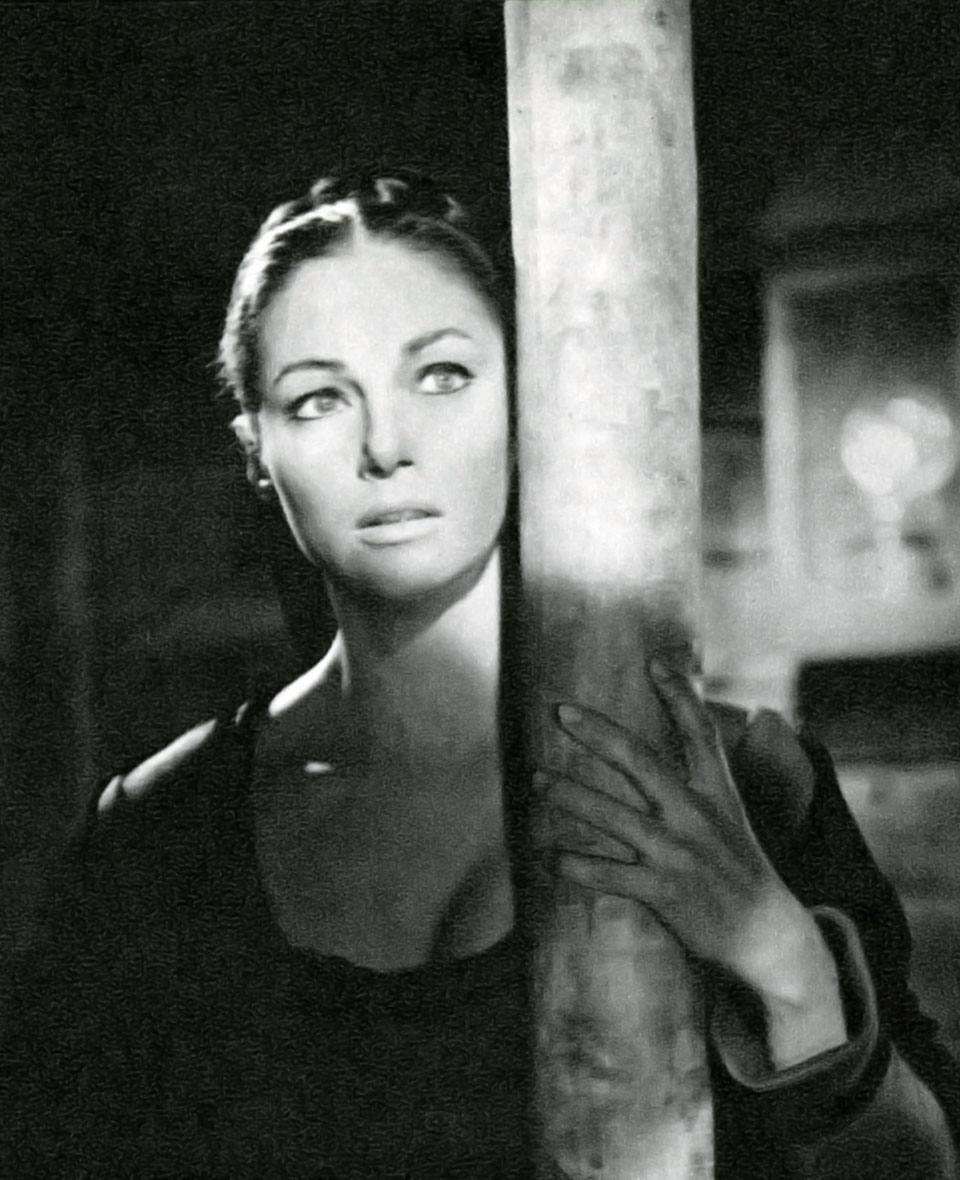
Pier Angeli
10 september

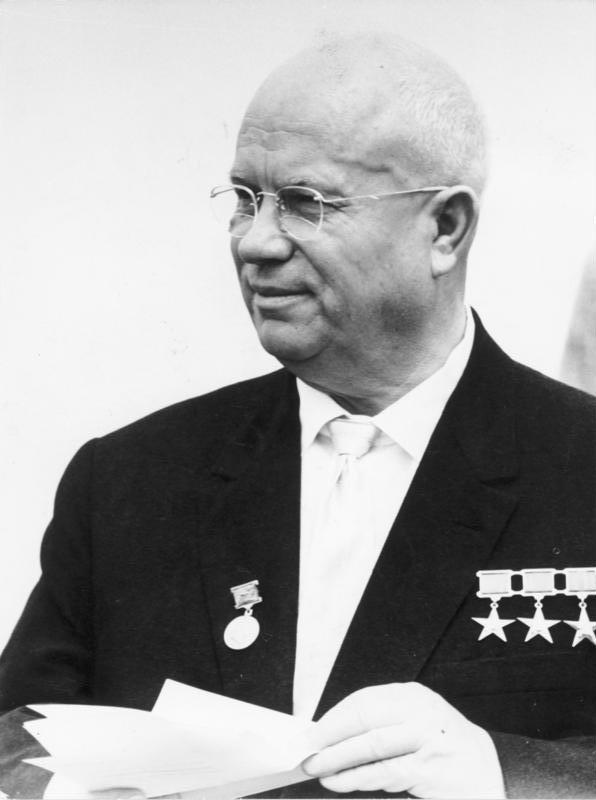
Nikita Chroesjtsjov
11 september

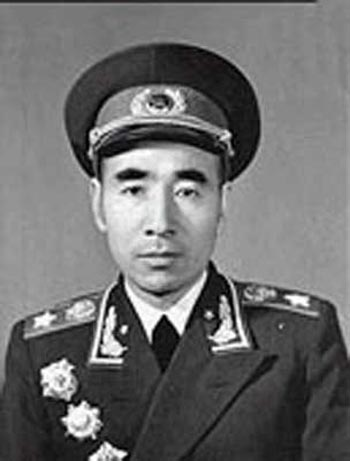
Lin Biao
13 september

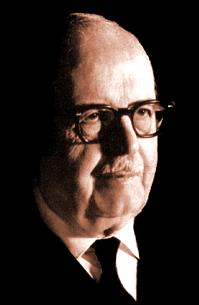
Bernardo Houssay
21 september

| 1 | 2 | 3 | 4 | 5 | 6 | 7 | 8 | 9 | 10 | 11 | 12 | 13 | 14 | 15 | 16 | 17 | 18 | 19 | 20 | 21 | 22 | 23 | 24 | 25 | 26 | 27 | 28 | 29 | 30 |
| - | - | - | - | - | - | - | - | - | -- | -- | -- | -- | -- | -- | -- | -- | -- | -- | -- | -- | -- | -- | -- | -- | -- | -- | -- | -- | -- |

### 5 september
- Levi Carneiro (89), Braziliaans jurist, schrijver en politicus

### 6 september
- Elizabeth Hawes (67), Amerikaans modeontwerper
- Ezequiel Padilla Peñaloza (78), Mexicaans politicus

### 8 september
- Johannes Pieter Kleiweg de Zwaan (96), Nederlands antropoloog

### 9 september
- Paul Kuijpers (42), Nederlands landbouwkundige

### 10 september
- Pier Angeli (39), Italiaans actrice
- Edouard Froidure (72), Belgisch pedagoog

### 11 september
- Nikita Chroesjtsjov (77), leider van de Sovjet-Unie
- Perry Grimm (57), Amerikaans autocoureur

### 12 september
- Edgar Wind (71), Brits kunsthistoricus

### 13 september
- Lin Biao (62), Chinees politicus

### 15 september
- John Desmond Bernal (70), Iers-Amerikaans natuurwetenschapper

### 16 september
- Wilhelmus de Rijke (74), Nederlands jurist, politicus en collaborateur
- Ferdinand Sassen (77), Nederlands filosoof

### 19 september
- Arthur Camerlynck (64), Belgisch geestelijke

### 20 september
- Adam Prohászka (91), Hongaars componist
- George Seferis (71), Grieks dichter

### 21 september
- Bernardo Houssay (84), Argentijns medicus en Nobelprijswinnaar

### 23 september
- James Alexander (83), Amerikaans wiskundige
- Billy Gilbert (77), Amerikaans filmacteur

### 24 september
- Dirk Baksteen (85), Belgisch kunstschilder en etser

### 25 september
- Joseph Musch (77), Belgisch voetballer

### 26 september
- Jaap Quarles van Ufford (80), Nederlands hockeyspeler

### 27 september
- Hermann Ehrhardt (89), Duits militair
- Georg Hermann Alexander Ochs (84), Duits entomoloog

### 29 september
- François Claessens (73), Belgisch gymnast
- Ludvik Mrzel (67), Sloveens schrijver en dichter
- Rosey E. Pool (66), Nederlands schrijfster

## Oktober

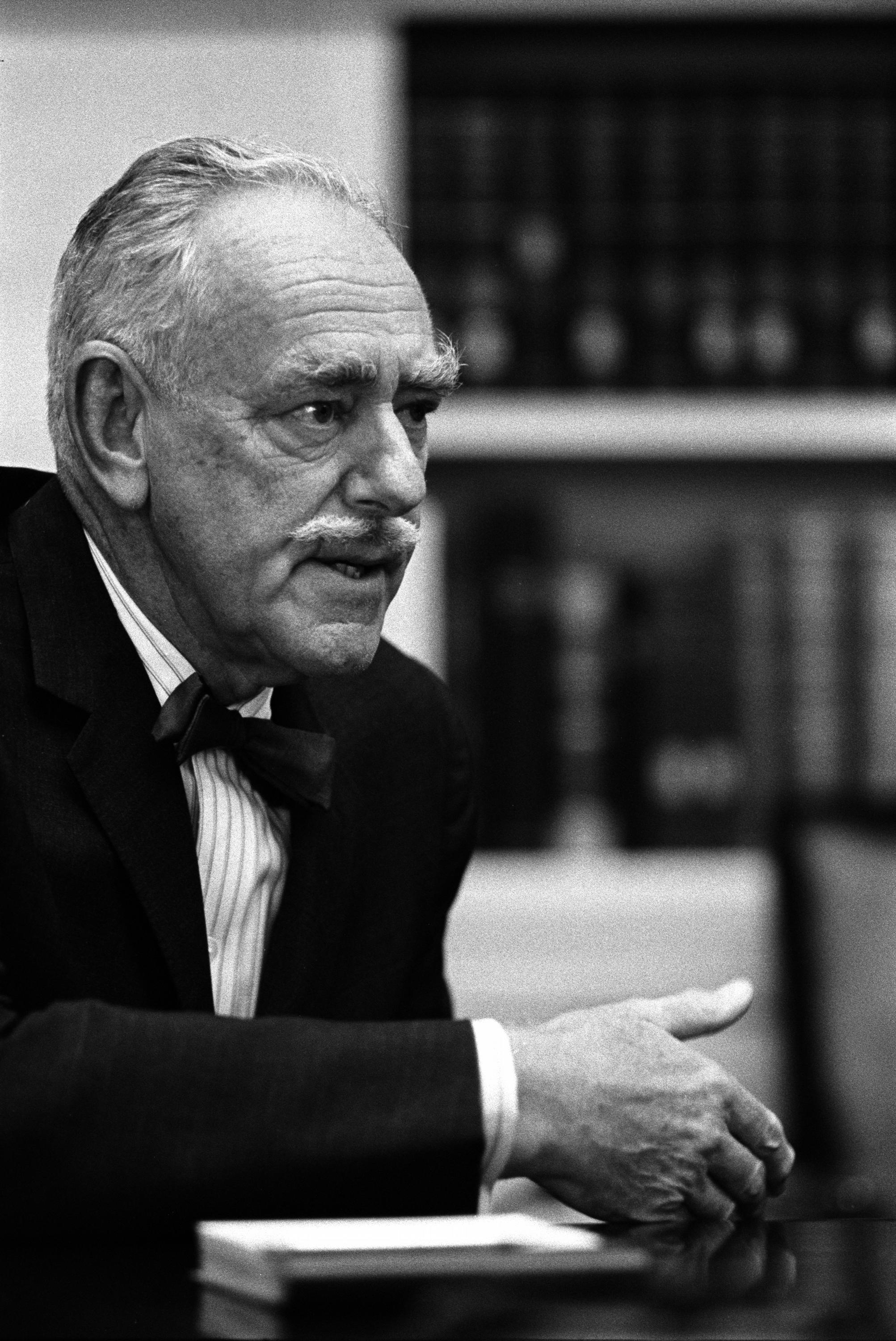
Dean Acheson
12 oktober

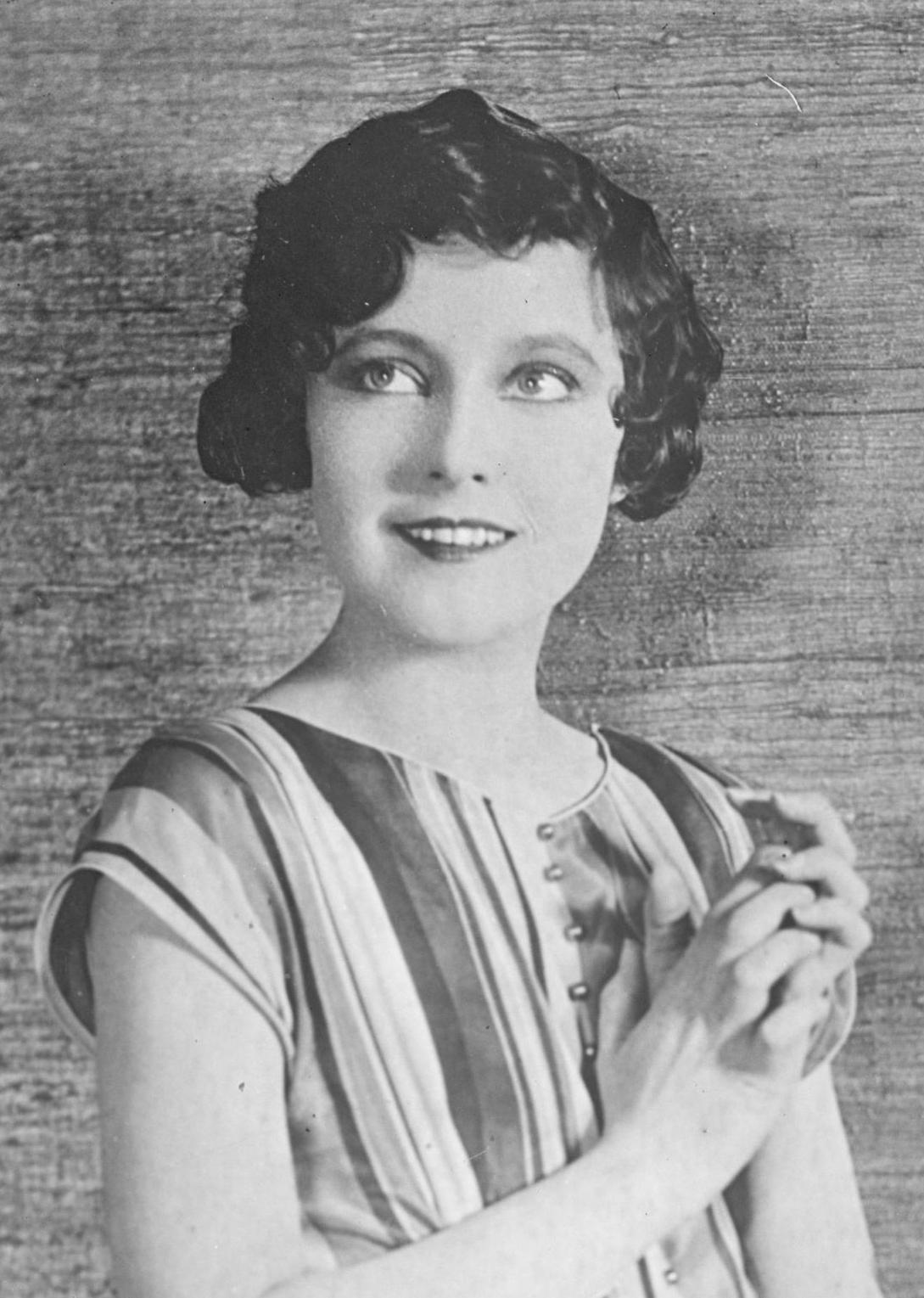
Betty Bronson
19 oktober

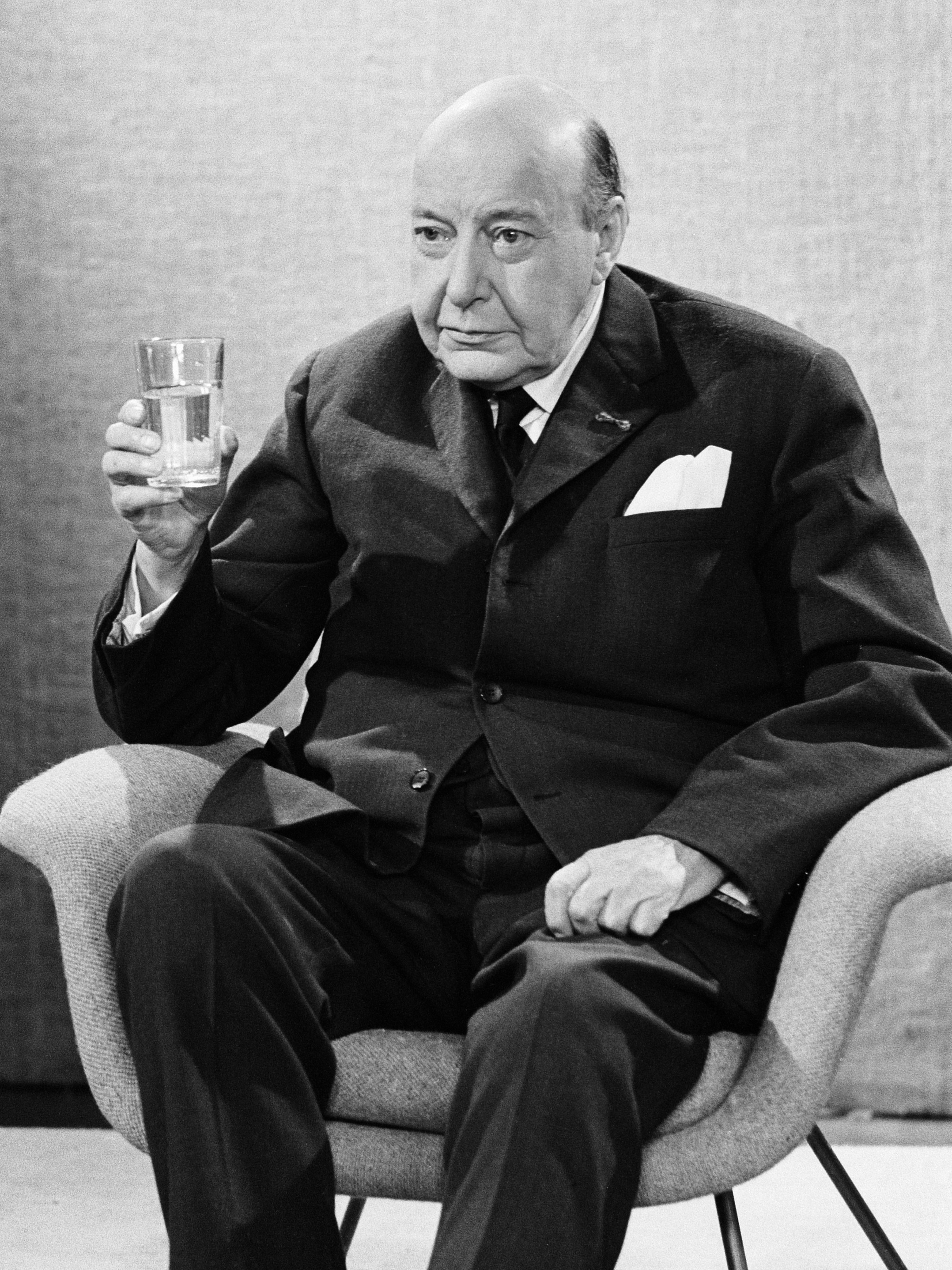
Albert van Dalsum
25 oktober

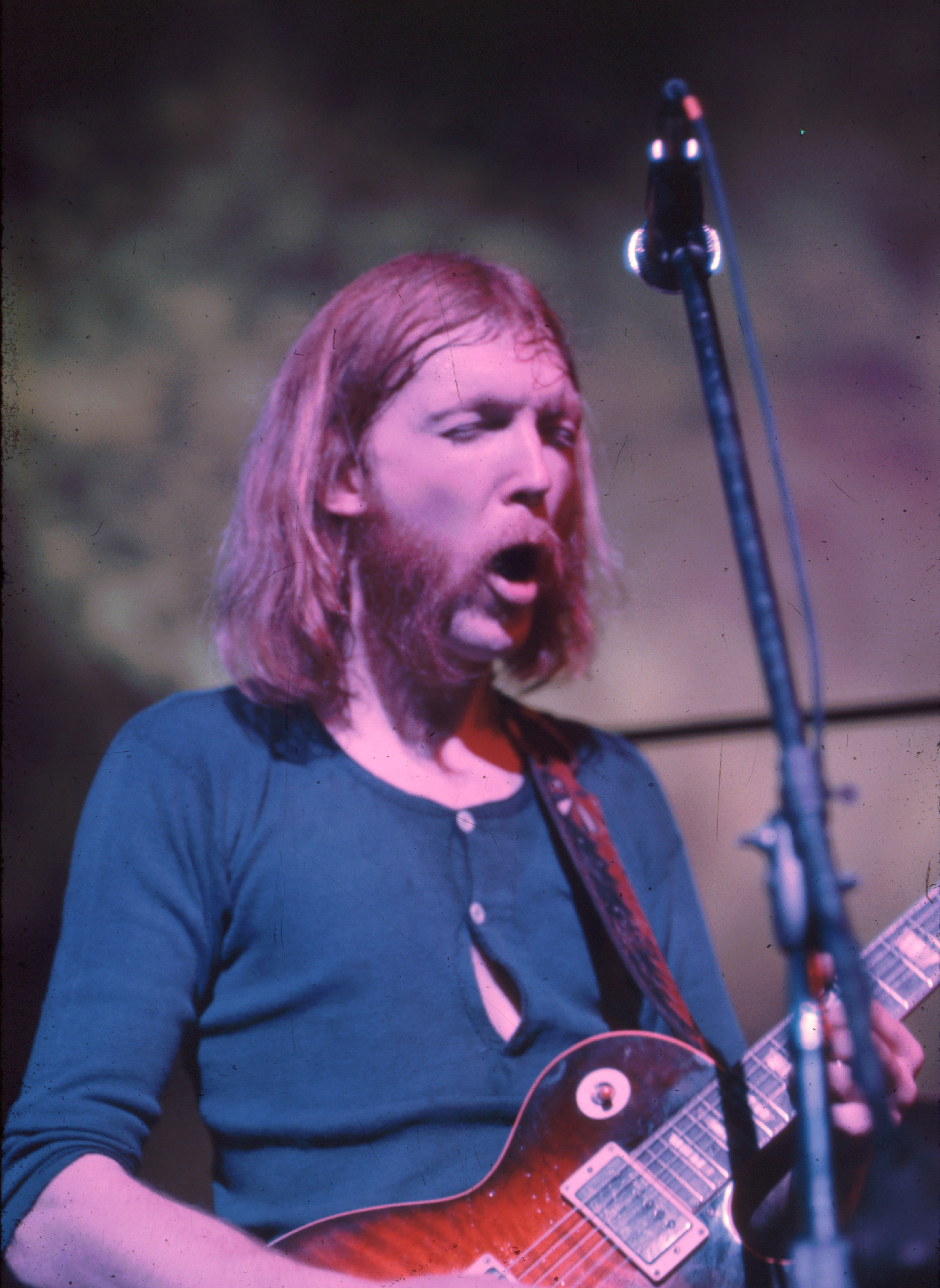
Duane Allman
29 oktober

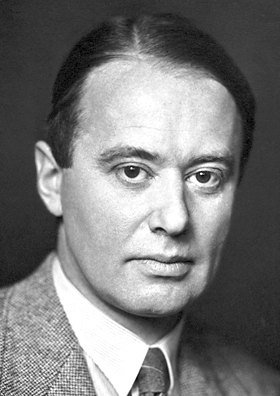
Arne Tiselius
29 oktober

| 1 | 2 | 3 | 4 | 5 | 6 | 7 | 8 | 9 | 10 | 11 | 12 | 13 | 14 | 15 | 16 | 17 | 18 | 19 | 20 | 21 | 22 | 23 | 24 | 25 | 26 | 27 | 28 | 29 | 30 | 31 |
| - | - | - | - | - | - | - | - | - | -- | -- | -- | -- | -- | -- | -- | -- | -- | -- | -- | -- | -- | -- | -- | -- | -- | -- | -- | -- | -- | -- |

### 2 oktober
- Marcel Senesael (79), Belgisch burgemeester

### 3 oktober
- Adelheid van Oostenrijk (57), lid Oostenrijkse adel
- Seán Ó Riada (40), Iers folkmuzikant en componist
- Jan van Rheenen (61), Nederlands schrijver

### 4 oktober
- Norman Cota (78), Amerikaans militair

### 6 oktober
- Jacob Harberts (88), Nederlands militair

### 8 oktober
- Johanna Bordewijk-Roepman (79), Nederlands componist
- Jan Willem Ernste (72), Nederlands industrieel
- Louis Zurstrassen (79), Belgisch politicus en ondernemer

### 9 oktober
- Jan Liebbe Bouma (82), Nederlands politicus

### 10 oktober
- Reginald McNamara (82), Australisch wielrenner

### 11 oktober
- Léon Delsinne (89), Belgisch politicus
- Martien van der Weijden (71), Nederlands politicus

### 12 oktober
- Dean Acheson (78), Amerikaans politicus
- Gene Vincent (36), Amerikaans zanger

### 13 oktober
- Toki Horváth (51), Hongaars violist en orkestleider

### 18 oktober
- Jerome Don Pasquall (69), Amerikaans jazzmusicus

### 19 oktober
- Betty Bronson (64), Amerikaans actrice

### 21 oktober
- Etienne Gailly (48), Belgisch atleet

### 22 oktober
- Viktor Havlicek (57), Oostenrijks voetballer en voetbalcoach

### 23 oktober
- Sahib Singh Sokhey (83), Indiaas medicus en politicus

### 24 oktober
- Marcel Quinet (56), Belgisch componist
- Jo Siffert (35), Zwitsers autocoureur
- August Van Steelant (50), Belgisch voetballer

### 25 oktober
- Albert van Dalsum (82), Nederlands acteur en toneelleider

### 27 oktober
- Zhang Jingwu (65), Chinees militair en politicus

### 28 oktober
- Jesus Villamor (56), Filipijns gevechtspiloot

### 29 oktober
- Duane Allman (24), Amerikaans gitarist
- Arne Tiselius (69), Zweeds biochemicus

### 31 oktober
- Aleksandr Zajtsev (36), Russisch schaker

## November

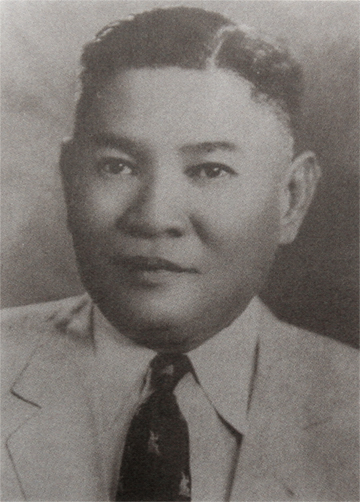
Tawee Boonyaket
3 november

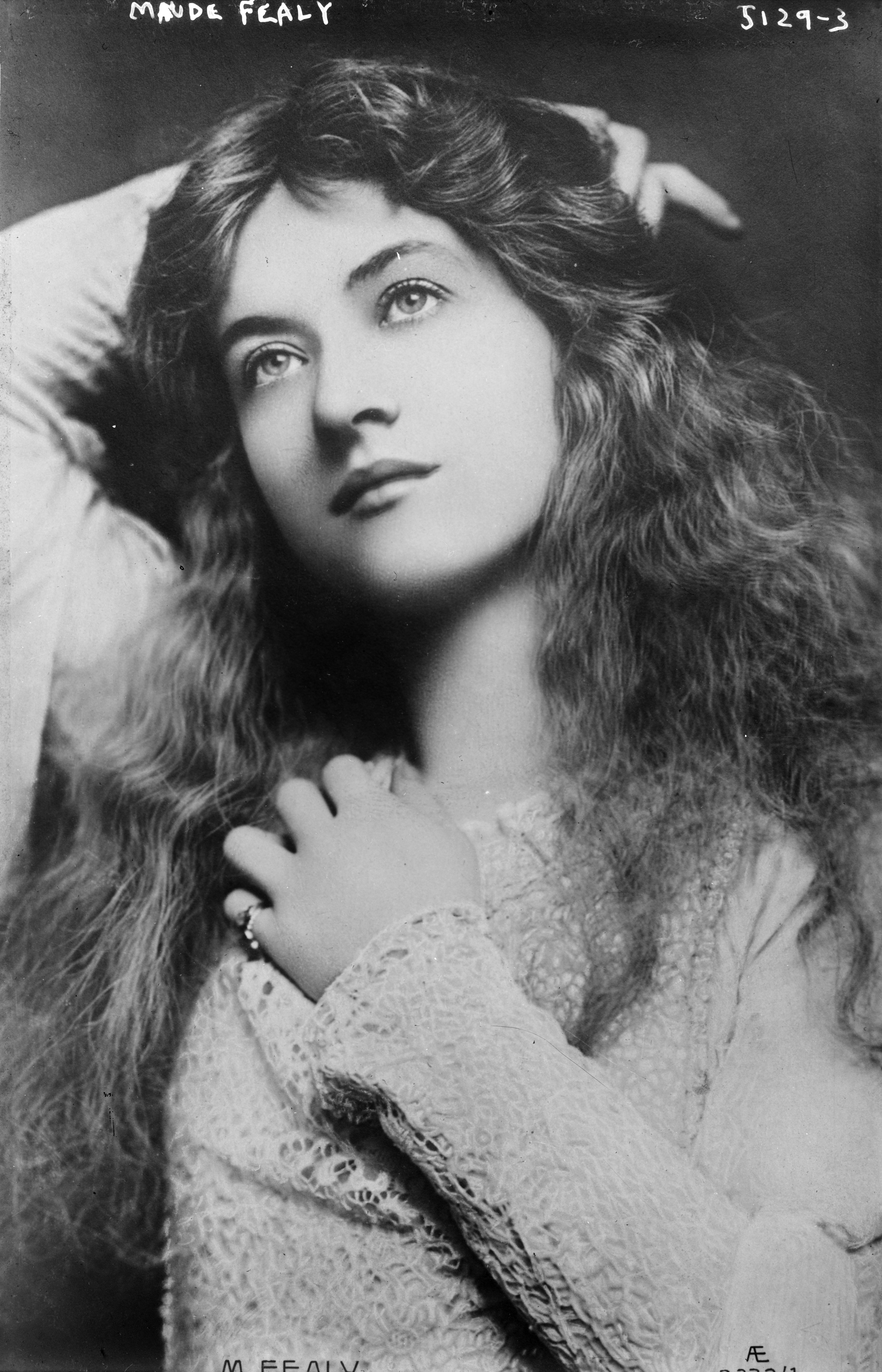
Maude Fealy
9 november

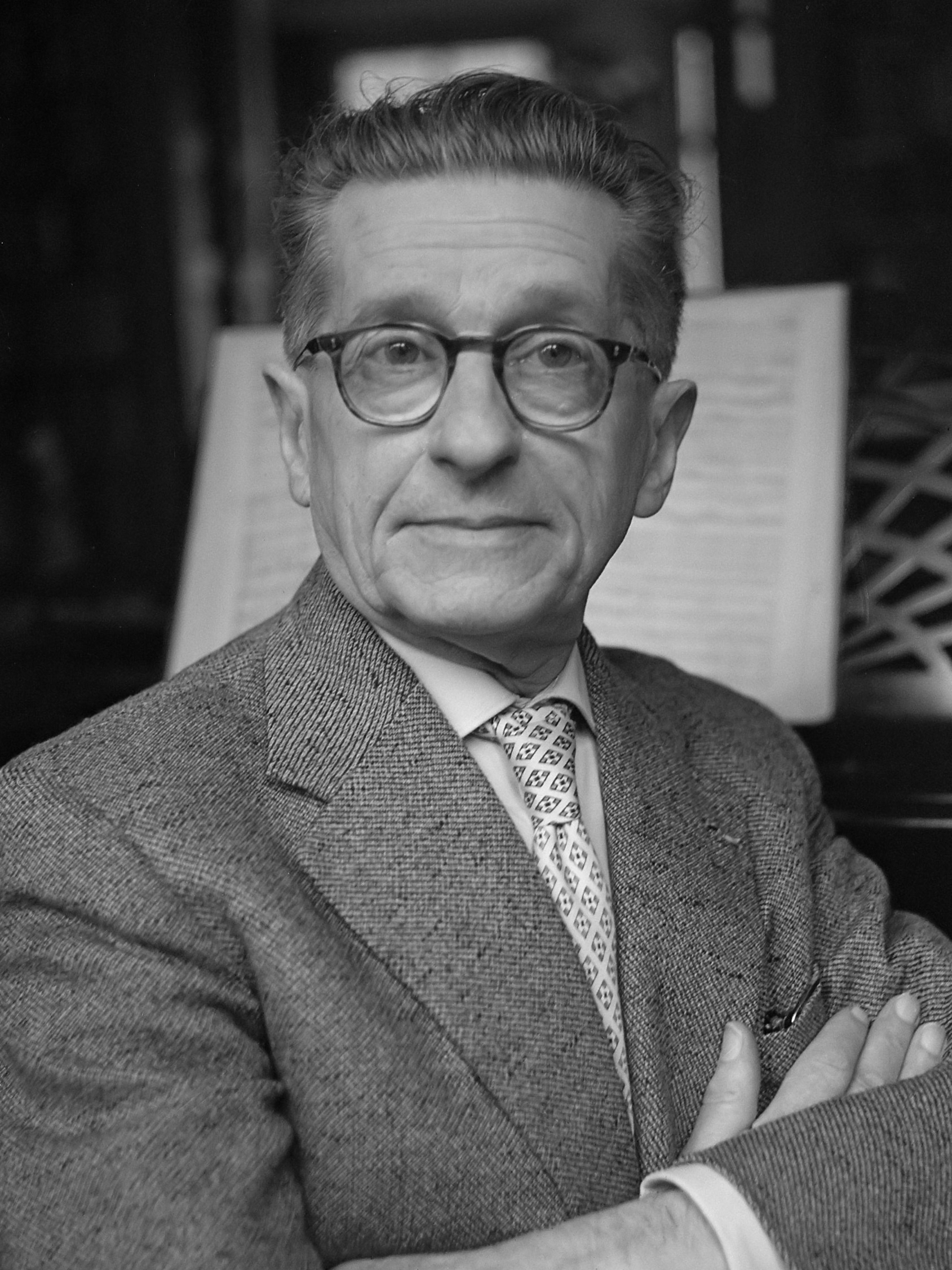
Theo van der Bijl
17 november

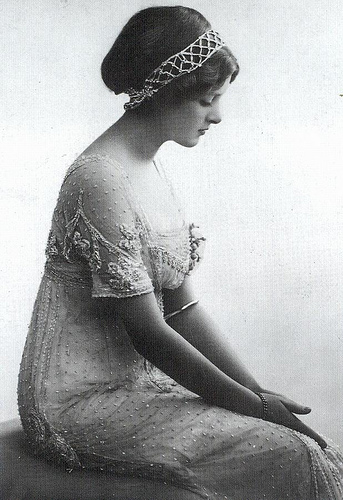
Gladys Cooper
17 november

| 1 | 2 | 3 | 4 | 5 | 6 | 7 | 8 | 9 | 10 | 11 | 12 | 13 | 14 | 15 | 16 | 17 | 18 | 19 | 20 | 21 | 22 | 23 | 24 | 25 | 26 | 27 | 28 | 29 | 30 |
| - | - | - | - | - | - | - | - | - | -- | -- | -- | -- | -- | -- | -- | -- | -- | -- | -- | -- | -- | -- | -- | -- | -- | -- | -- | -- | -- |

### 1 november
- Gertrud von Le Fort (95), Duits schrijfster

### 2 november
- Martha Vickers (46), Amerikaans actrice

### 3 november
- Tawee Boonyaket (66), Thais politicus

### 5 november
- Jacinto B. Treviño (88), Mexicaans politicus en militair

### 6 november
- Spessard Holland (79), Amerikaans politicus

### 9 november
- Maude Fealy (88), Amerikaans actrice
- Herman Jordan (68), Nederlands pedagoog en bioloog

### 11 november
- Sylvia Brett (86), koningin van Sarawak

### 14 november
- Luciano Bianciardi (48), Italiaans schrijver

### 15 november
- Rudolf Abel (68), Russisch spion

### 16 november
- Lucien Chopard (86), Frans entomoloog
- Edie Sedgwick (28), Amerikaans fotomodel en actrice

### 17 november
- Theo van der Bijl (85), Nederlands componist
- Gladys Cooper (82), Brits actrice

### 19 november
- Jaring Walta (84), Nederlands kunstschilder

### 22 november
- Fred Guy (74), Amerikaans jazzmusicus

### 24 november
- Tine Baanders (81), Nederlands illustrator en ontwerper

### 26 november
- Bengt Ekerot (51), Zweeds acteur

### 27 november
- Edgar Bain (80), Amerikaans metaalkundige

### 30 november
- Albert Meertens (67), Nederlands beeldhouwer
- Karel Petrus Tholens (89), Nederlands architect

## December

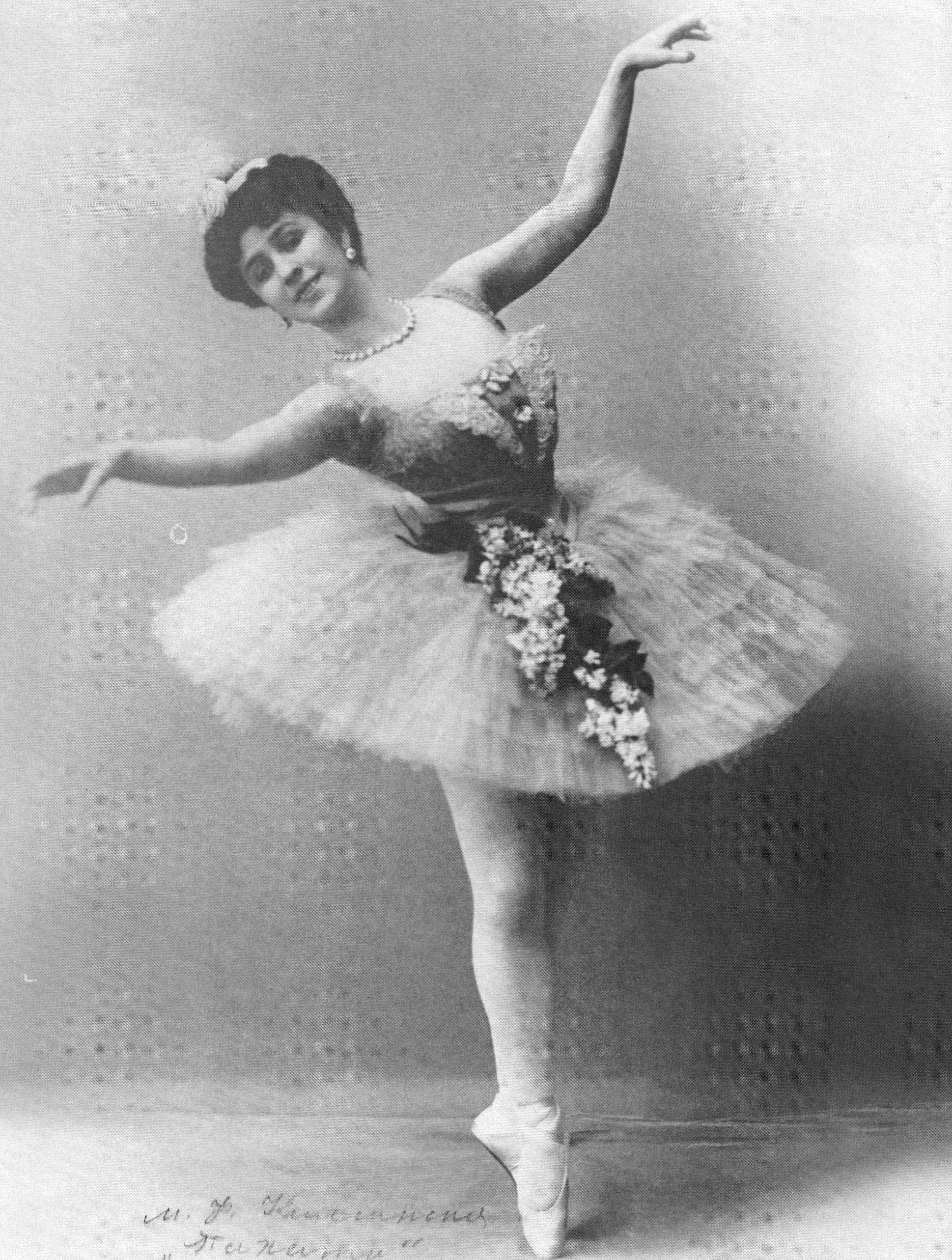
Mathilde Ksjesinska
6 december

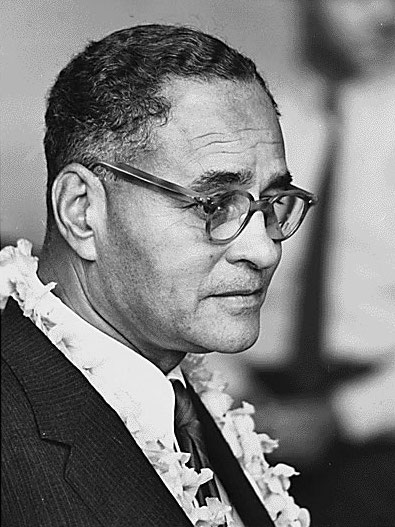
Ralph Bunche
9 december

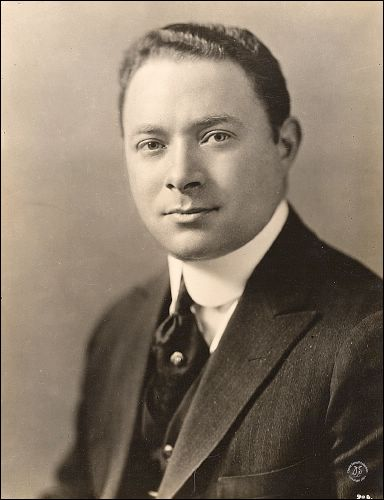
David Sarnoff
12 december

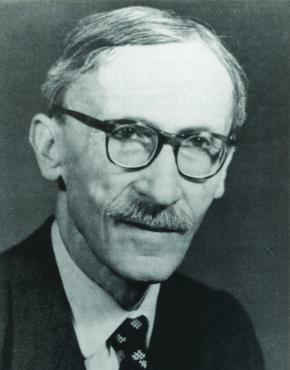
Paul Lévy
15 december

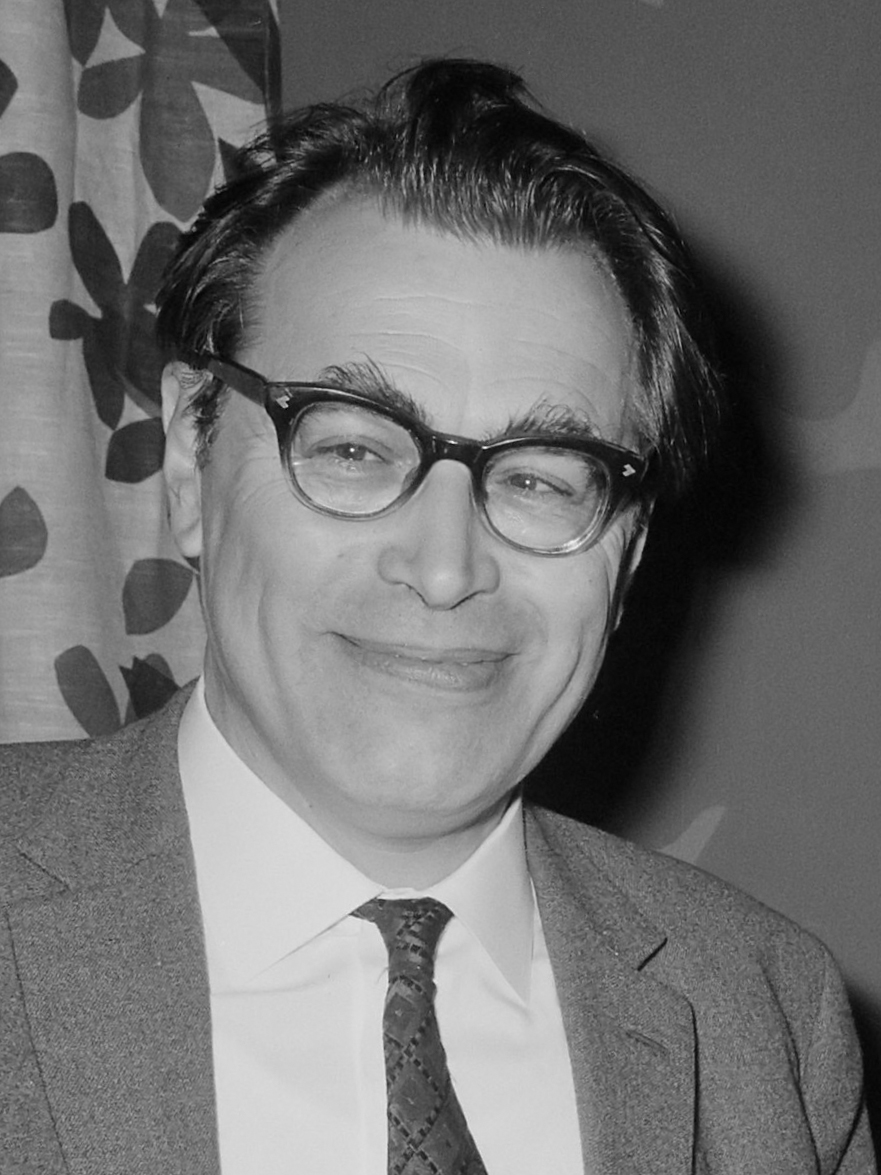
Godfried Bomans
22 december

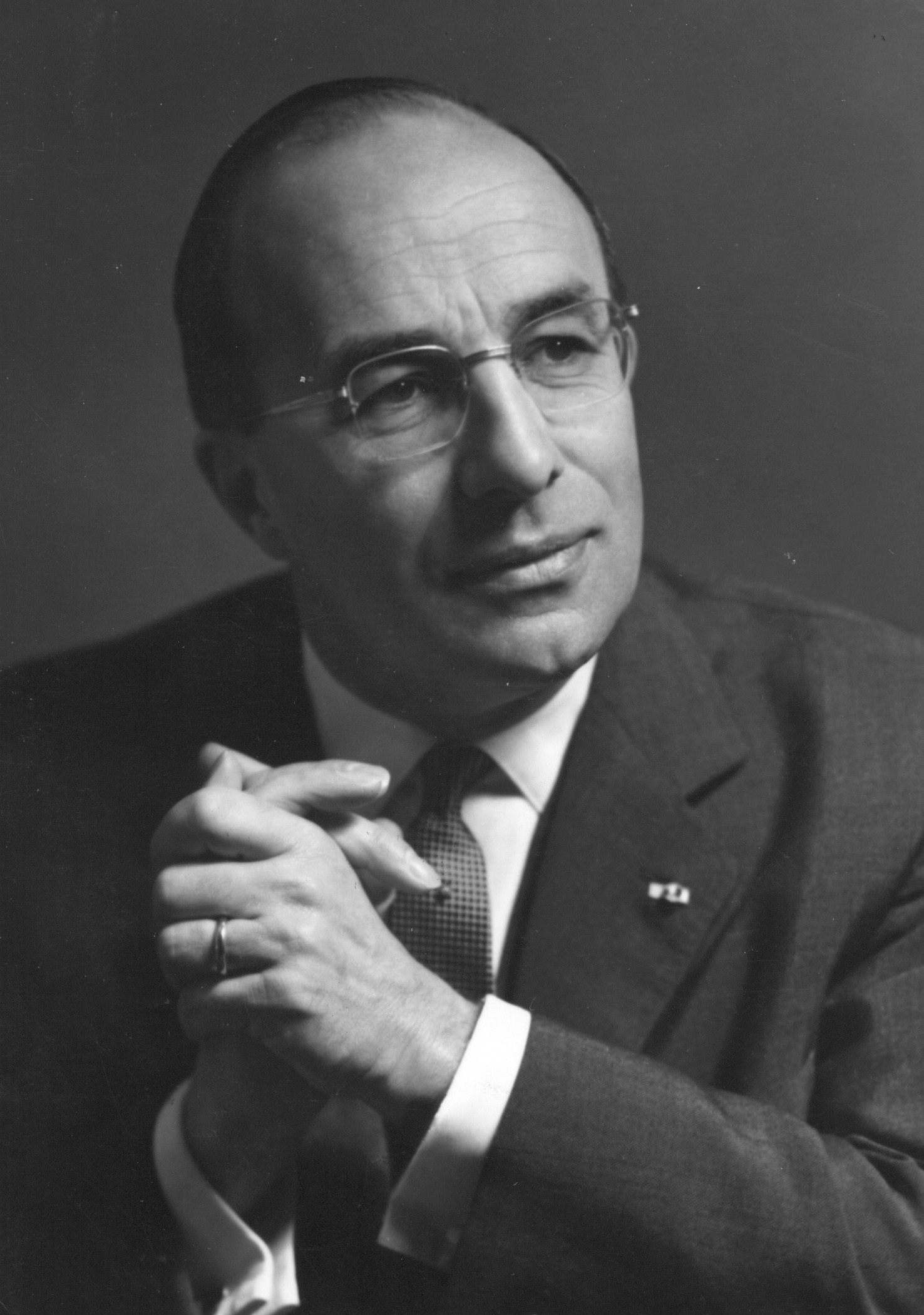
Jo Cals
30 december

| 1 | 2 | 3 | 4 | 5 | 6 | 7 | 8 | 9 | 10 | 11 | 12 | 13 | 14 | 15 | 16 | 17 | 18 | 19 | 20 | 21 | 22 | 23 | 24 | 25 | 26 | 27 | 28 | 29 | 30 | 31 |
| - | - | - | - | - | - | - | - | - | -- | -- | -- | -- | -- | -- | -- | -- | -- | -- | -- | -- | -- | -- | -- | -- | -- | -- | -- | -- | -- | -- |

### 1 december
- Thomas Debacker (79), Belgisch politicus

### 2 december
- Willem Binck (89), Nederlands geestelijke
- Wim Hesterman (74), Nederlands bokser
- Henri Maclaine Pont (86), Nederlands architect
- Anneliese Maier (66), Duits wetenschapshistoricus
- Punch Miller (77), Amerikaans jazztrompettist

### 3 december
- Gerrit Adriaans (73), Nederlands kunstschilder en architect

### 4 december
- Shunryu Suzuki (67), Japans boeddhistisch leraar en auteur

### 5 december
- Gaito Gazdanov (67), Russisch schrijver

### 6 december
- Jan Altink (86), Nederlands kunstschilder
- Hugo Godron (71), Nederlands componist
- Mathilde Ksjesinska (99), Russisch balletdanseres

### 8 december
- Joris Lannoo (80), Belgisch uitgever

### 9 december
- Johan Frederik Berkel (72), Nederlands geestelijke
- Ralph Bunche (67), Amerikaans diplomaat
- Alfons Goossens (75), Belgisch politicus

### 11 december
- Ashruf Karamat Ali (53), Surinaams advocaat en politicus

### 12 december
- David Sarnoff (80), Amerikaans radio- en televisiepionier
- Frank Wolff (43), Amerikaans acteur

### 13 december
- Gotthard Heinrici (84), Duits militair
- Tiny Hill (65), Amerikaans bigbandleider

### 15 december
- Paul Lévy (85), Frans wiskundige

### 18 december
- Bobby Jones (69), Amerikaans golfer en sportbestuurder
- Diana Lynn (45), Amerikaans actrice en pianiste
- Aleksandr Tvardovski (61), Russisch schrijver en dichter

### 19 december
- Wim Bolten (70), Nederlands atleet

### 20 december
- Roy Oliver Disney (78), Amerikaans zakenman

### 22 december
- Godfried Bomans (58), Nederlands schrijver
- Paul Brochart (72), Belgisch atleet
- Felix Rutten (89), Nederlands schrijver en dichter

### 28 december
- Max Steiner (83), Amerikaans filmcomponist

### 30 december
- Jo Cals (57), Nederlands politicus
- Dorothy Comingore (58), Amerikaans actrice
- Jacques van Mourik (92), Nederlands kunstschilder
- Jan Mul (60), Nederlands componist

### 31 december
- Raymond Boon (80), Belgisch politicus
- Leo Van Raemdonck (59), Belgisch politicus

## Datum onbekend
- Augustinus Joosten (81), Belgisch politicus (overleden in augustus)
- Lew Welch (44), Amerikaans dichter (overleden in mei)

1900 ·
1901 ·
1902 ·
1903 ·
1904 ·
1905 ·
1906 ·
1907 ·
1908 ·
1909 ·
1910 ·
1911 ·
1912 ·
1913 ·
1914 ·
1915 ·
1916 ·
1917 ·
1918 ·
1919 ·
1920 ·
1921 ·
1922 ·
1923 ·
1924 ·
1925 ·
1926 ·
1927 ·
1928 ·
1929 ·
1930 ·
1931 ·
1932 ·
1933 ·
1934 ·
1935 ·
1936 ·
1937 ·
1938 ·
1939 ·
1940 ·
1941 ·
1942 ·
1943 ·
1944 ·
1945 ·
1946 ·
1947 ·
1948 ·
1949 ·
1950 ·
1951 ·
1952 ·
1953 ·
1954 ·
1955 ·
1956 ·
1957 ·
1958 ·
1959 ·
1960 ·
1961 ·
1962 ·
1963 ·
1964 ·
1965 ·
1966 ·
1967 ·
1968 ·
1969 ·
1970 ·
1971 ·
1972 ·
1973 ·
1974 ·
1975 ·
1976 ·
1977 ·
1978 ·
1979 ·
1980 ·
1981 ·
1982 ·
1983 ·
1984 ·
1985 ·
1986 ·
1987 ·
1988 ·
1989 ·
1990 ·
1991 ·
1992 ·
1993 ·
1994 ·
1995 ·
1996 ·
1997 ·
1998 ·
1999 ·
2000 ·
2001 ·
2002 ·
2003 ·
2004 ·
2005 ·
2006 ·
2007 ·
2008 ·
2009 ·
2010 ·
2011 ·
2012 ·
2013 ·
2014 ·
2015 ·
2016 ·
2017 ·
2018 ·
2019 ·
2020 ·
2021 ·
2022 ·
2023 ·
2024 ·
2025